# Courchevel
Vous lisez un « bon article » labellisé en 2016.
Pour les articles homonymes, voir Courchevel (homonymie).
Courchevel est une station de sports d'hiver de la vallée de la Tarentaise située dans la commune de Courchevel (jusqu'en 2016, la commune de Saint-Bon-Tarentaise), dans le département de la Savoie en région Auvergne-Rhône-Alpes. Première station française aménagée en site vierge en 1946, elle fait partie du domaine skiable des Trois Vallées.
La station est organisée autour de cinq villages : Saint-Bon-Tarentaise (chef-lieu communal), Courchevel Le Praz (appelé avant 2011 Courchevel 1300), Courchevel Village (anciennement Courchevel 1550), Courchevel Moriond (anciennement Courchevel 1650) et enfin Courchevel (anciennement Courchevel 1850). Ce dernier, qui donne son nom à la station, est le premier noyau de développement où s'applique le travail de l'architecte urbaniste Laurent Chappis et de l'ingénieur Maurice Michaud. Cette nouvelle urbanisation de la montagne a fait l'objet d'une inscription à l'inventaire supplémentaire des monuments historiques en 1998, et une trentaine de sites sont protégés au titre des monuments historiques.
La station ne se limite pas à la seule saison hivernale et ses pratiques du ski, elle s'est équipée notamment d'infrastructures collectives de loisirs et sportives, comme un centre aqualudique ouvert en décembre 2015, et propose d'autres pratiques en lien avec la montagne durant l'été, avec la randonnée ou le VTT, mais aussi son festival international d'art pyrotechnique ou encore l'organisation d'exposition d'art contemporain. Après avoir été un lieu d'hébergement et le théâtre d'épreuves sportives des Jeux olympiques d'hiver d'Albertville 1992, Courchevel a accueilli, conjointement avec Méribel, les Championnats du monde de ski alpin 2023.
Courchevel bénéficie généralement d'une image « haut de gamme » tant dans les médias nationaux et internationaux que dans la littérature plus spécialisée, au même titre que d'autres stations savoyardes. Spécialisée dans l'hôtellerie et les commerces de luxe, la station est très fréquentée par la grande bourgeoisie russe. Elle bénéficie aussi d’une importante clientèle venue d'Angleterre.

## Géographie

### Localisation
La station de sports d'hiver de Courchevel est située dans le massif de la Vanoise, sur les versants de la vallée de la Tarentaise, dans la partie orientale du département de la Savoie.
Son domaine skiable débute à 1 100 mètres d'altitude et est orienté au nord, en contrebas des sommets de la Croix du Verdon (2 738 m), de la Saulire (2 668 m, le point culminant de la station) et de l'aiguille du Fruit (3 048 m),.
Les villages de la station et le domaine se sont ainsi établis sur un ensemble de vallons dont les ruisseaux aboutissent au torrent de la Rosière, qui se jette plus bas dans le doron de Bozel. Ils couvrent par ailleurs 528 hectares de montagne et se développent sur « les pentes des Tovés, Plantré, Chenus et Verdons, les Creux, Ariondaz, les Avals, Moriond ».
La vallée de Courchevel est la plus orientale des vallées formant le vaste domaine skiable des Trois Vallées. Elle jouxte la vallée des Allues où se situe principalement la station de Méribel avec laquelle deux accès existent au niveau du col de la Loze (2 275 m) et le sommet de la Saulire (2 740 m). La partie en aval de cette vallée comprend également la station de La Tania sur la commune de La Perrière, laquelle est par ailleurs directement reliée par la route au village du Praz (Courchevel 1300).

### Accès à la station
La station de Courchevel est accessible directement par la route et par les airs.
Par la route, l'accès à la station s'effectue par l'autoroute A430, en provenance de la combe de Savoie, puis par une extension de cette autoroute à partir d'Albertville. C'est à Moûtiers que débute l’ascension jusqu'à la station à partir de la sortie no 41 (Bozel, Courchevel, Méribel) par la route départementale 915 qui traverse Salins-les-Thermes, Brides-les-Bains et La Perrière. Enfin, c'est avant Bozel que la route départementale 91a conduit au chef-lieu de Saint-Bon-Tarentaise puis jusqu'aux différents villages de la station.

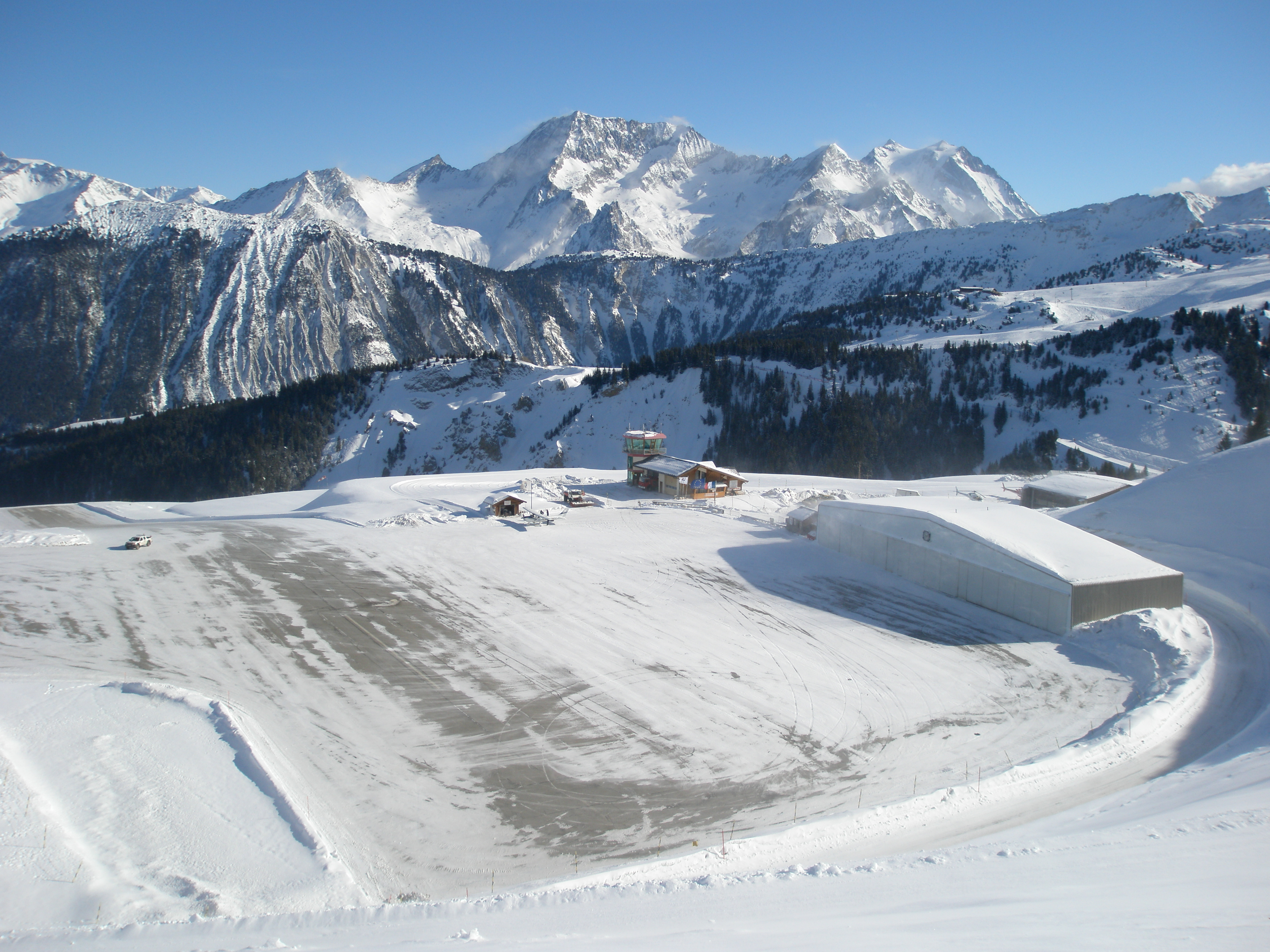
Vue de la piste unique de l'altiport de Courchevel.

Par le rail, la gare ferroviaire la plus proche est celle de Moûtiers - Salins - Brides-les-Bains. Lors de la saison hivernale, elle est desservie chaque week-end par des TGV en provenance de Paris (600 km en 5 h 30 min) et Lille, ainsi que par des Thalys en provenance d'Amsterdam et Bruxelles, et des Eurostar en provenance de Londres. D'autres métropoles françaises figurent également parmi les destinations durant les vacances scolaires de la même saison (Nantes, Rennes, Cherbourg et Le Havre). Une desserte par des TER Rhône-Alpes est par ailleurs assurée toute l'année. Le temps de transport depuis la gare vers la station est de 30 min environ (taxis, navettes du transporteur Altibus).
La station possède son propre altiport (code AITA : CVF), construit en 1961 et rénové à l'occasion des Jeux olympiques d'hiver de 1992. Cet altiport et des navettes relient la station aux aéroports internationaux de Lyon-Saint-Exupéry (187 km - 2 h) et Genève (149 km - 2 h 15), ainsi que celui de Chambéry-Savoie (110 km - 1 h 20).
Au sein de la station, un service de navettes gratuites « Ski Bus » relie les différents villages (Courchevel, Courchevel Moriond, Courchevel Village, Courchevel Le Praz, Courchevel Saint-Bon) ainsi que Bozel, La Tania et les quartiers excentrés (Chenus, Jardin Alpin, Altiport pour 1850 ; Belvédère pour 1650 ; Brigues pour 1550).

## Toponymie
Au moment de la fondation de la station, une hésitation est survenue entre deux noms : Les Tovets et  Courchevel . Pierre de la Gontrie, président du Conseil général de la Savoie, rejette le premier et choisit le deuxième, jugé « plus vendeur ». Le nom choisi, Courchevel, était originellement un hameau semi-permanent situé à Courchevel-1550-Village, tandis que Les Tovets désignait Courchevel-1850, et est actuellement le nom d'un télésiège reliant les deux lieux.
Selon David Déréani, le toponyme Courchevel représente une adjonction des mots de l'ancien français  escorchier « écorcher » et vé « veau »,[réf. incomplète] en une forme nouvelle Escorchevel (en français), Ecortzevé (en savoyard) ou encore Ècorchevél [e.ˌkɔr.t͡sə.ˈve] (en arpitan)[source insuffisante], qui aurait ensuite perdu sa première voyelle par aphérèse,.
Cependant, concernant l'explication exacte du toponyme les deux sources divergent. Pour l'abbé Adolphe Gros Écorchevel désigne le lieu ou la demeure où l'homme écorchait les veaux,, tandis que pour David Déréani Ècorchevél signifie le lieu où les bergers ne devaient pas faire paître les veaux en raison d'herbes fines et drues capables d'écorcher leurs langues,. Ce mot de Courchevel (« Écorche-Veau ») évoque ainsi une terre inhospitalière.
Le nom arpitan savoyard du village est Corchevél, prononcé [ˌkɔr.t͡sə.ˈve][réf. incomplète].

## Histoire

### Prémices du développement touristique

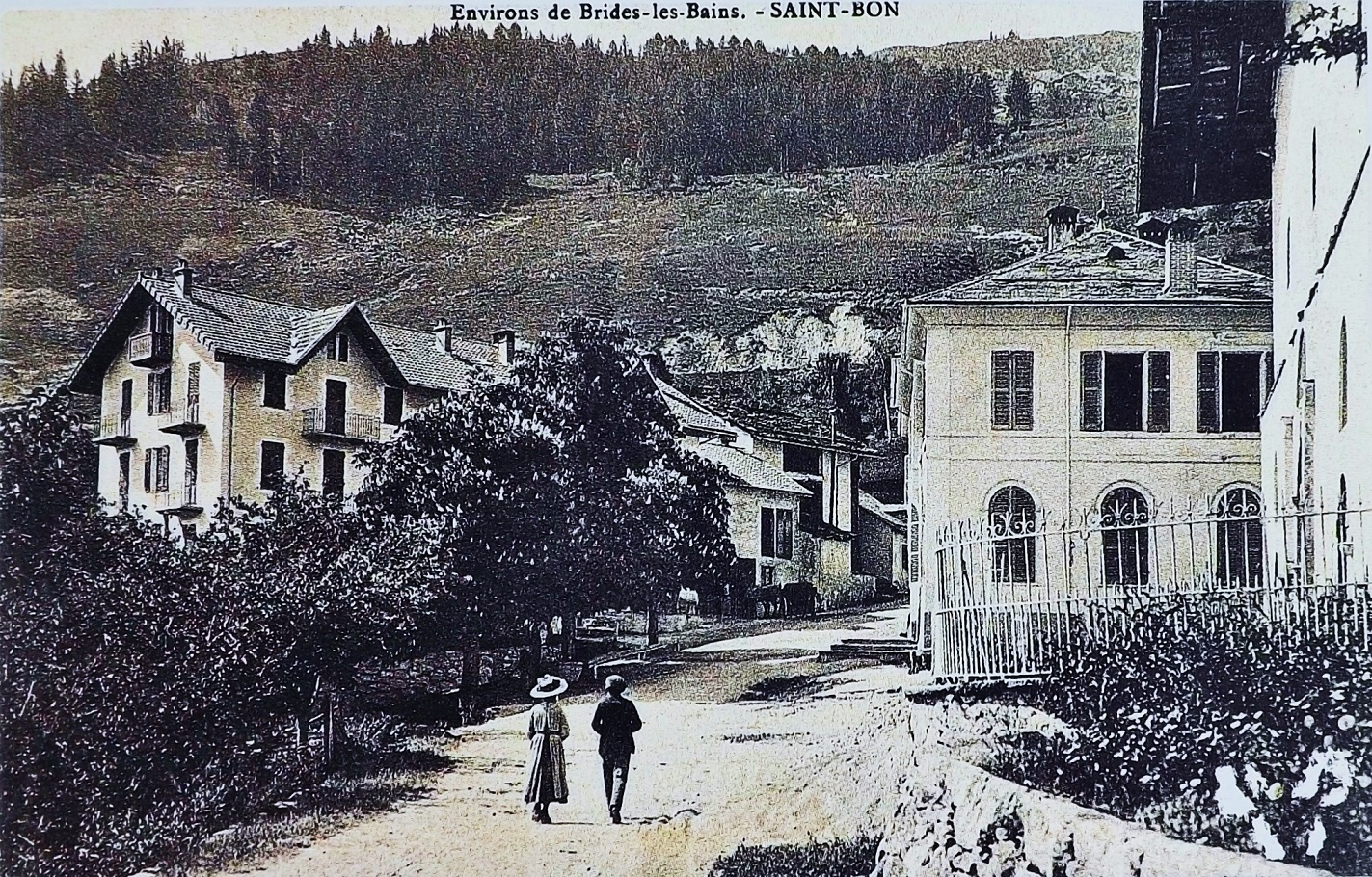
Entrée de Saint-Bon en 1911, avec l'hôtel du Lac Bleu récemment ouvert visible à gauche.

Les débuts touristiques du site de Courchevel se font avec l'ouverture du tout premier hôtel, le Lac Bleu, installé dans le chef-lieu de Saint-Bon dès 1908 pour accueillir des touristes, venant alors principalement de la station thermale de Brides-les-Bains, durant la période estivale. Ce tourisme se développe, certains visiteurs font construire des villas et des locaux aménagent des locations.
Le tourisme hivernal prend son essor en parallèle avant l'année 1914 avec des aménagements sur les sommets environnants par les alpinistes. L'hydrologue lyonnais Aimé Coutagne, directeur de l'usine de Pomblière à Saint-Marcel (plus bas dans la vallée), décrit sur les pages de La Revue Alpine du Club alpin français, entre 1902 et 1912, les « grands itinéraires à ski des pentes de Saint-Bon »,.
En 1920, les premières leçons de ski sont données sur les pentes autour du village par de nouveaux moniteurs diplômés, dont le premier est Jean Pachod. En 1925, le maire de la commune ouvre son propre hôtel et le ski-club de Lyon organise une compétition chaque année sur le territoire de la commune avec la descente depuis le Roc Merlet.
Durant les années 1920, le site de Saint-Bon fait l'objet de visites ayant pour objectif de choisir un emplacement pour créer une station de sports d'hiver. Plus précisément, la première idée de ski alpin à cet endroit apparait en 1925 avec le skieur anglais Arnold Lunn qui découvre alors les trois vallées, incluant celle de Saint-Bon, et fait part de cette idée à des investisseurs anglais.
Au cours de la décennie suivante, il est envisagé la possibilité de mettre en place des installations permetant de relier Saint-Bon aux Allues et aux Bellevilles.
En 1925, l'ouverture de l'hôtel du Lac Bleu s'effectue durant l'hiver, le développement des premiers chalets-hôtels se fait au début des années 1930 dans les hameaux du Praz, de Courchevel et de Montrion, après ceux du chef-lieu, avec la naissance de la première école de ski,. Le prêtre alsacien Schilz construit lui-même 22 chalets-refuges au niveau de Moriond ou dans les autres hameaux,.
L'accès à ce village n'est d'ailleurs pas carrossable, mais il possède déjà une remontée mécanique, puis un hôtel en 1939. Au niveau du hameau non-permanent de Courchevel (la future Courchevel 1550), deux téléskis sont aménagés avant guerre. En 1937 s'y installe, à l'initiative du colonel Fay, l'hôtel Roc Merlet. L'hôtel de La Viselle est réalisé pour l'hiver 1946.
Le développement des sports d'hiver permet les premiers aménagements urbains dans les années 1930. C'est ainsi que la construction d'un téléphérique entre Saint-Bon et l'Ardionaz est imaginée en 1934, alors que la commune de Saint-Bon possède d'ores et déjà une capacité d'accueil de 600 personnes.
L'année suivante, le site est également repéré par le commissariat au Tourisme qui y voit l'emplacement d'une future « superstation » de sports d'hiver. Le projet d'une station de sports d'hiver à Montriond remonte pour sa part à 1939.

### Naissance de Courchevel

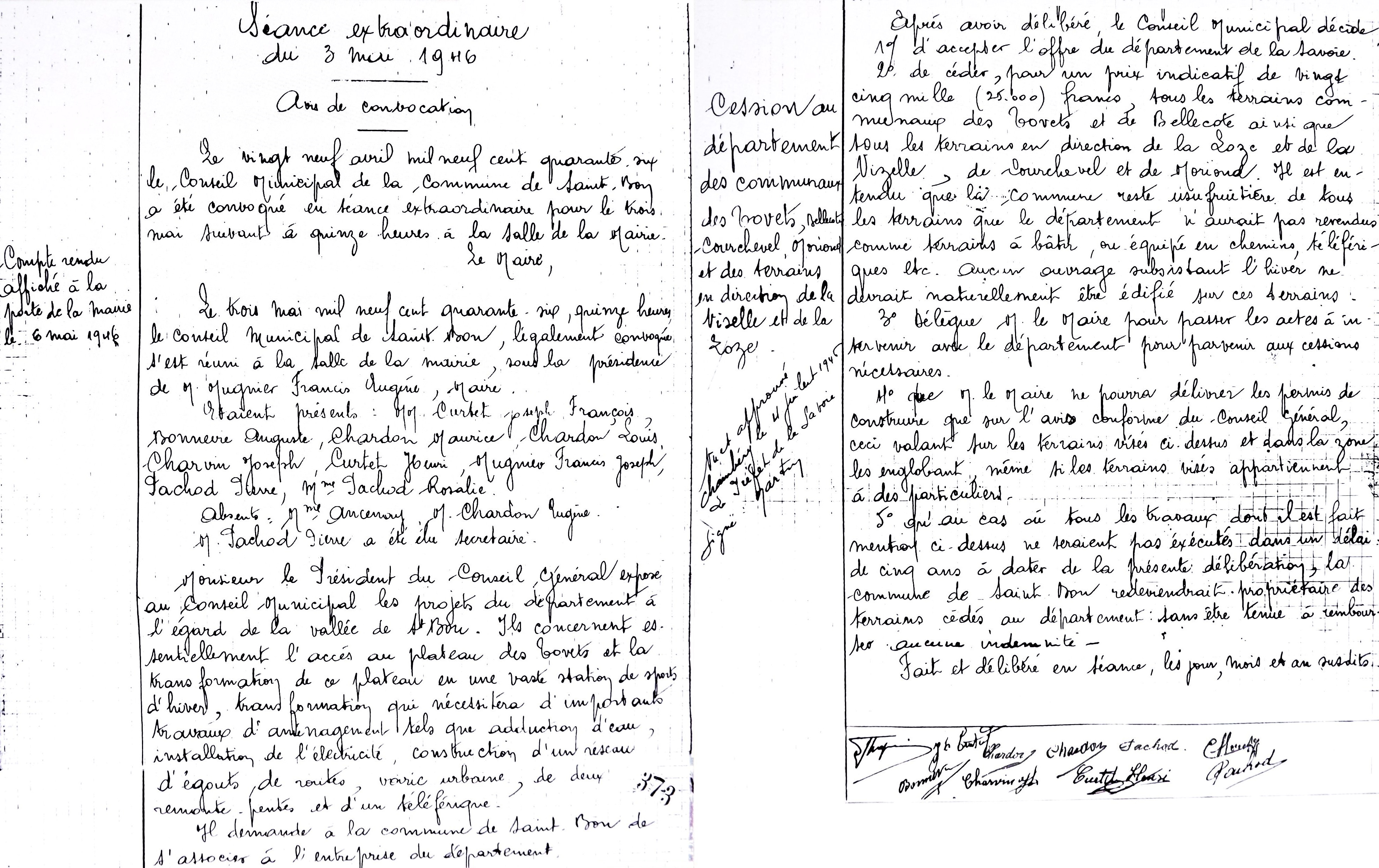
Compte rendu de la séance extraordinaire du 3 mai 1946, marquant les débuts de la station.

En 1942, les membres du Commissariat général à l'éducation générale et sportive (CGEGS) de Vichy réalisent un rapport indiquant le choix des Trois Vallées pour l'implantation d'un domaine skiable de niveau international, pouvant concurrencer les stations italiennes, suisses ou autrichiennes.
Le site des Trois Vallées fait partie des trois missions, avec le groupe de Chamonix-Megève et celui, privilégié, de Vars dans le département des Hautes-Alpes, que le CGEGS lance. D'ailleurs, ce lieu d'implantation fait partie d'une option parmi d'autres stations de la Vanoise comme Tignes ou encore Val-d'Isère. Cette « mission d'études de la région de Belleville, des Allues et de Saint-Bon » est aussi dite « Mission 42 ».
En 1945, bien que Courchevel 1550 soit déjà équipée pour la pratique des sports d'hiver, le conseil général de la Savoie ambitionne un développement plus important. En particulier, Pierre Cot (progressiste, apparenté PCF) et Pierre de La Gontrie (radical-socialiste) soutiendront la construction de cette station, dotée de nombreux logements, pour à la fois lancer le développement économique de la Savoie (en reprenant un projet touristique du régime de Vichy) et offrir des loisirs à prix modestes pour rendre la montagne accessible à tous.
La réalisation concrète de ce projet démarre le 3 mai 1946 lorsque la commune de Saint-Bon signe une convention par laquelle elle cède les territoires nécessaires au conseil général, afin de permettre la mise en valeur de cet espace et par-delà celui du département. Cet acte marque la naissance de la future grande station de Courchevel.
Le conseil général fait alors appel à l'architecte urbaniste Laurent Chappis et à l'ingénieur Maurice Michaud dans le but d'aménager les sites, la station devant sortir de terre dans les cinq ans.
La construction de cette station de deuxième génération répond à une « approche par l'offre », où les nouvelles infrastructures génèrent un développement de l’appétence pour les sports d'hiver. La construction de Courchevel, en particulier, illustre l'émergence d'une « véritable doctrine d'aménagement touristique de la montagne », avec un fort interventionnisme public, notamment de la part des services de l'équipement, et la mise en place d'une rationalisation économique de type fordiste de la construction de la station.
Les premiers travaux sont réalisés difficilement, les matériaux étant montés à dos d'hommes et de mulets, comme les poteaux de bois des remonte-pentes des Tovets et de la Loze, inaugurés en 1946 par le skieur Jean Blanc et l’équipe de France de ski. L'hôtel départemental des 3 Vallées est lui aussi bâti sans moyens mécaniques entre 1946 et 1948 avec l'aide de prisonniers de guerre allemands.
Le premier accès à la station en voiture a lieu en 1948. Cette année marque également le tournant de la station vers une clientèle plus aisée pour la rentabilité des remontées mécaniques. L'essor se poursuit grâce à la nouvelle possibilité d'achat de dommages de guerre à 50 % voire 35 % de leur valeur à réinvestir dans l'industrie, Courchevel ayant pu en bénéficier au titre de l'« industrie touristique ».

### L'essor de la station (1950-1970)

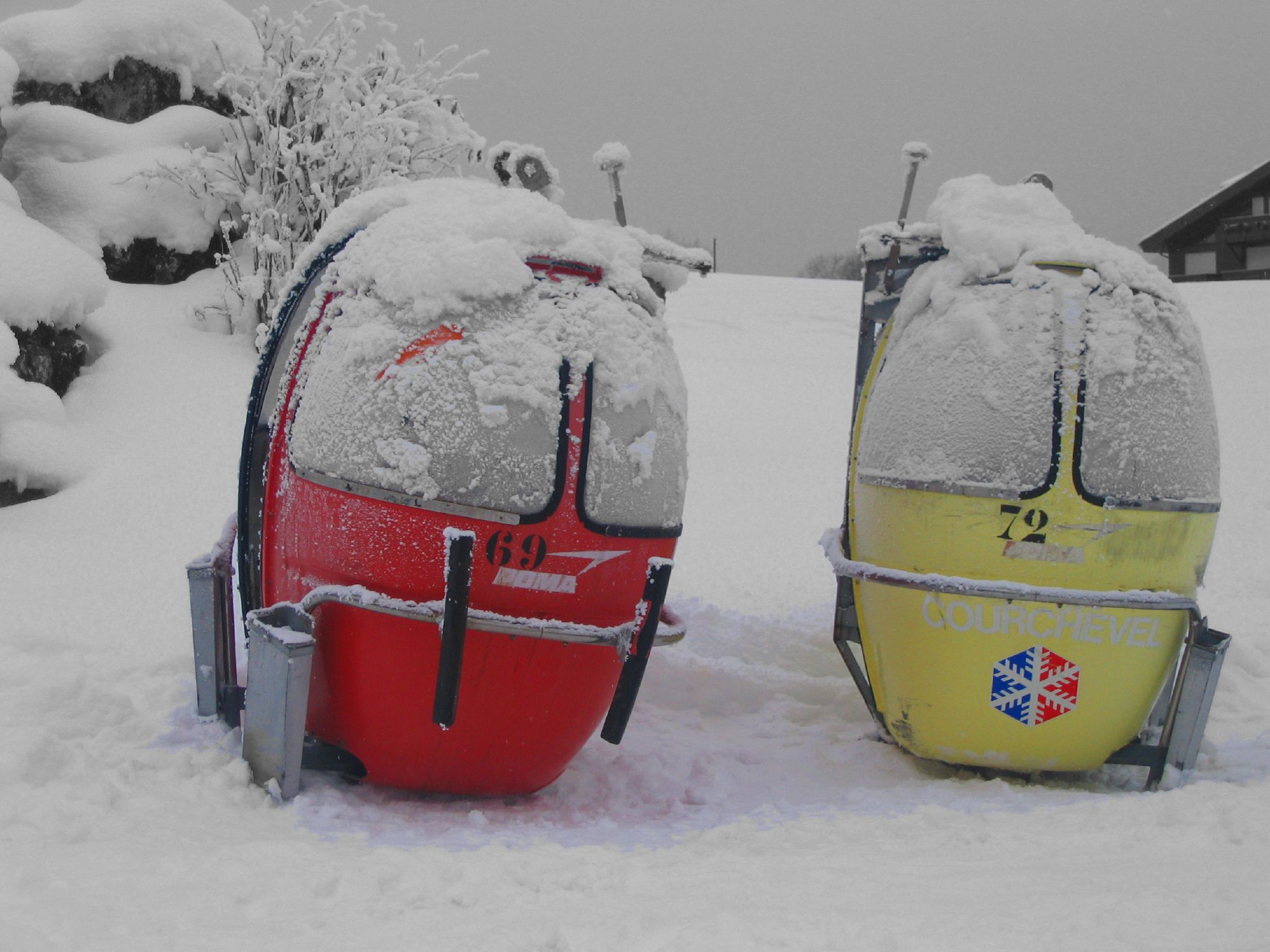
Cabines SP4 de Courchevel dites « les œufs ». Installées dans les années 1970, les dernières sont définitivement déposées en 2014.

La vocation initiale de Courchevel, station pour le tourisme social et ouverte au plus grand nombre, est abandonnée au milieu des années 1950 en raison d'un manque de soutien financier de la part des institutions publiques. Le journaliste Gilles de La Rocque, fondateur du Ski-club international des journalistes en 1955, devient, sur la proposition d'Émile Allais champion du monde, le directeur de l'office de tourisme de Courchevel de 1960 à 1982.
Il lance avec le concours des hôteliers et commerçants une bourse des neiges, destinée à des étudiants de milieux défavorisés. Il contribue par ailleurs à la réputation de Courchevel dans le monde entier, à la suite de missions effectuées aux États-Unis, Canada, Afrique et en Europe de l'Est.
Cet axe international est conforté par une politique culturelle, étayée par la création d'une Fondation pour l'action culturelle internationale en montagne (FACIM), dotée d'un auditorium à 2 000 mètres d'altitude au « Jardin Alpin », qui a attiré les plus grands musiciens internationaux. Cette orientation a été largement remise en cause au début du XXIe siècle, la station ayant depuis privilégié le séjour de personnalités du show-biz et de l'élite fortunée, Courchevel 1850 devenant un haut lieu de la Jet set, alors que les trois autres villages sont relativement moins prisés, étant plutôt considérés comme « familiaux ».
Les années 1950 marquent également la poursuite de l’accroissement du nombre d'établissements hôteliers de la station, atteignant en particulier un certain niveau de confort inédit (cf. Hébergement et restauration ci-dessous). Du côté des remontées mécaniques, le téléphérique de la Saulire, comprenant alors deux cabines de 30 places, est mis en service en décembre 1952. Au total, en 1958, la station de Courchevel compte dix remontées mécaniques, huit kilomètres de voirie, 51 commerces et 210 bâtiments pour un total de 2 843 lits.
Le 19 février 1959, le village de Montriond obtient sa séparation de la commune de Bozel pour un rattachement à Saint-Bon-Tarentaise. La même année, la station acquiert son premier engin de damage chenillé .L'année 1961 marque la création de l'altiport de Courchevel.
En 1967, le développement de la station a été tel que la Commission interministérielle de l’aménagement de la montagne (CIAM) a, dans son tout premier rapport, indiqué s'être « penchée sur Courchevel, spécialement sur le danger de surpopulation dans les stations satellites de Moriond, Courchevel 1550 et le Praz ». Finalement, en 1969, le département de la Savoie cède une grande partie de ses terrains en périmètres lotis à la commune de Saint-Bon.
Durant les années 1970, la station se dote de cabines de type SP4 des sociétés Poma et Sigma, surnommées « les œufs » du fait de leur forme ovoïde. Elles prendront avec le temps de la valeur auprès des passionnés et des nostalgiques de cette époque.

### L'évolution de la station depuis les Jeux olympiques de 1992
Lors de l'aventure des Jeux olympiques d'hiver de 1992 d'Albertville, la station est choisie pour accueillir les épreuves de combiné nordique et de saut à ski. Ce choix vient confirmer le développement dans les années 1950 d'un site consacré à cette pratique. De plus, une politique d'embellissement et de rénovation et la mise en place d'une infrastructure de loisirs permanent montrent que Courchevel utilise les Jeux olympiques pour conserver son rang parmi les grandes stations mondiales. En 1992, la station est consacrée comme la plus belle du monde par le quotidien allemand Die Welt.
En outre, la réputation de la station et la qualité de ses hôtels conduiront les membres du CIO a y séjourner plutôt que dans les villages officiels de Brides-les-Bains, de La Tania et de Valmorel, notamment pour l'ouverture de la 98e session du CIO.
Malgré le ralentissement économique, trois hôtels 4 étoiles existent à Courchevel en 1990 (de 1 000  à   3 200 francs la journée en demi-pension) quand une partie des familles les plus aisées commence à préférer des destinations ensoleillées (Maroc, Antilles) pour les vacances d'hiver. En 1990, les Français représentent encore 50 % de la clientèle des hôtels 4 étoiles, suivis des Britanniques et des Espagnols. Ces grands hôtels cherchent à se diversifier, avec le développement du tourisme d'affaire (séminaire, congrès…), tandis que l'équipement de la station en canons à neige permet de faire démarrer plus tôt la saison (32 % des pistes étaient équipées d'enneigeurs en 2008).
Avec la dislocation de l'URSS et le développement du libéralisme économique en Russie au cours des années 1990, une partie de l'élite du pays s'est enrichie. Les premiers oligarques russes arrivent dans la station vers la fin de la décennie à l'issue d'une importante promotion de la part des acteurs du tourisme dans les Alpes françaises. La station est rapidement devenue un lieu de rendez-vous de ces milliardaires, suivis par la jet-set, dont les membres sont parfois surnommés blingcheviks.
L'économiste russe, Vladimir Baranovsky, souligne que « le nom de Courchevel est devenu en Russie le symbole de ceux qui dépensent sans compter et font étalage de leur richesse ».
Les touristes russes fréquentent la station de la fin décembre à la mi-janvier, correspondant aux fêtes de Noël jusqu'au Nouvel An orthodoxe. Au cours de cette période, ils représentent en moyenne 70 % de la clientèle de la station.
Cette forte présence de la communauté russe a eu pour effet la montée des prix, notamment de l'immobilier, mais aussi, succite de nombreuses anecdotes sur les comportements, les dépenses voir les caprices de ces clients. Elle s'accompagne également de scandales liés à des réseaux de proxénètes ou encore de blanchiment d'argent.
La commune savoyarde estime ainsi qu'environ 300 millions d'euros sont investis en immobilier sur son territoire. Toutefois, avec la chute du rouble en 2014 et la crise ukrainienne, la clientèle et les investissements russes sont plus rares,.
Autour du 8 mars 2020, de nombreux membres de l'élite ukrainienne et russe ont été contaminés à Courchevel par le covid-19, comme dans la station de sports d'hiver huppée tyrolienne de Ischgl. La presse ukrainienne qualifie Courchevel de « nid à coronavirus ». Des Biélorusses ont aussi rapporté la maladie dans leur pays.

## La station

### Promotion et positionnement touristiques

Logotype de la station de Courchevel.

La station se positionne comme un lieu « haut de gamme » tout comme sa voisine proche Méribel ou encore Val-d'Isère,, auxquelles on ajoute parfois la station haut-savoyarde de Megève. Elle possède aussi la réputation d'être « une station chic et snob, fréquentée par le show-business »,. Elle est ainsi parfois surnommée la « Saint-Tropez des neiges » dans la presse,, ce que l'on prêtait également à la station Avoriaz dans les années 1970. La mondialisation du tourisme entraîne une concurrence entre les grandes stations touristiques (Zermatt, Kitzbühel, Chamonix, Aspen…), dont la polarisation repose de plus en plus sur un capital touristique, une marque, attaché au nom du lieu, avec une accumulation de l'attractivité.
Ce positionnement « haut de gamme » se retrouve à travers la promotion de la station. Le site Internet, au début des années 2010, utilise ainsi des « visuels dédiés au ski [qui] mettent l’accent sur les sensations extrêmes et la qualité des infrastructures » associés à des « visuels suggérant luxe et volupté ». La spécialiste en sciences de l'information et de la communication, Maud Tixier, souligne toutefois que ce marketing trouve une certaine limite avec la surreprésentation de la clientèle russe à cette période et qui, face à la crise économique de 2008, cherche à élargir sa séduction auprès d'une clientèle originaire des « pays du Moyen-orient : Dubaï, Liban, Arabie Saoudite, Syrie, Koweït, des pays en pleine expansion et porteurs de touristes potentiels fortunés ».
L'attractivité est également maintenue par le renouvellement régulier des infrastructures touristiques, avec la « réalisation de projets touristiques divers de plus en plus hétérogènes au cours du temps » (piscine, balnéothérapie, restauration, loisirs culturels, trekking…). Dans un contexte de stagnation de la demande et d'aléas climatiques aggravés, une stratégie de développement entraînant des prix élevés a été choisie dans les années quatre-vingt-dix, avec le développement de liaisons entre les domaines et le développement systématique de la neige artificielle.
La station a obtenu plusieurs labels. Ainsi en 2016, elle est classée « Famille Plus Montagne », « Station village de charme », « Stations grands domaines », « Montagne aventure » et « Montagne douce ». Elle fait partie également des stations françaises estampillées Top of the French Alps (TOTFA).
Le logotype de la station représente un cristal de neige aux couleurs du drapeau de la France (bleu, blanc, rouge), précédant le nom de la station écrit en bleu (précédemment en rouge),. Le géographe Georges Benko, dans ses articles sur le marketing des stations de ski, précise que celui-ci « fait immédiatement penser à la neige, donc à la vraie montagne, au confort, à l'air sain, à la détente »,.

### Les villages

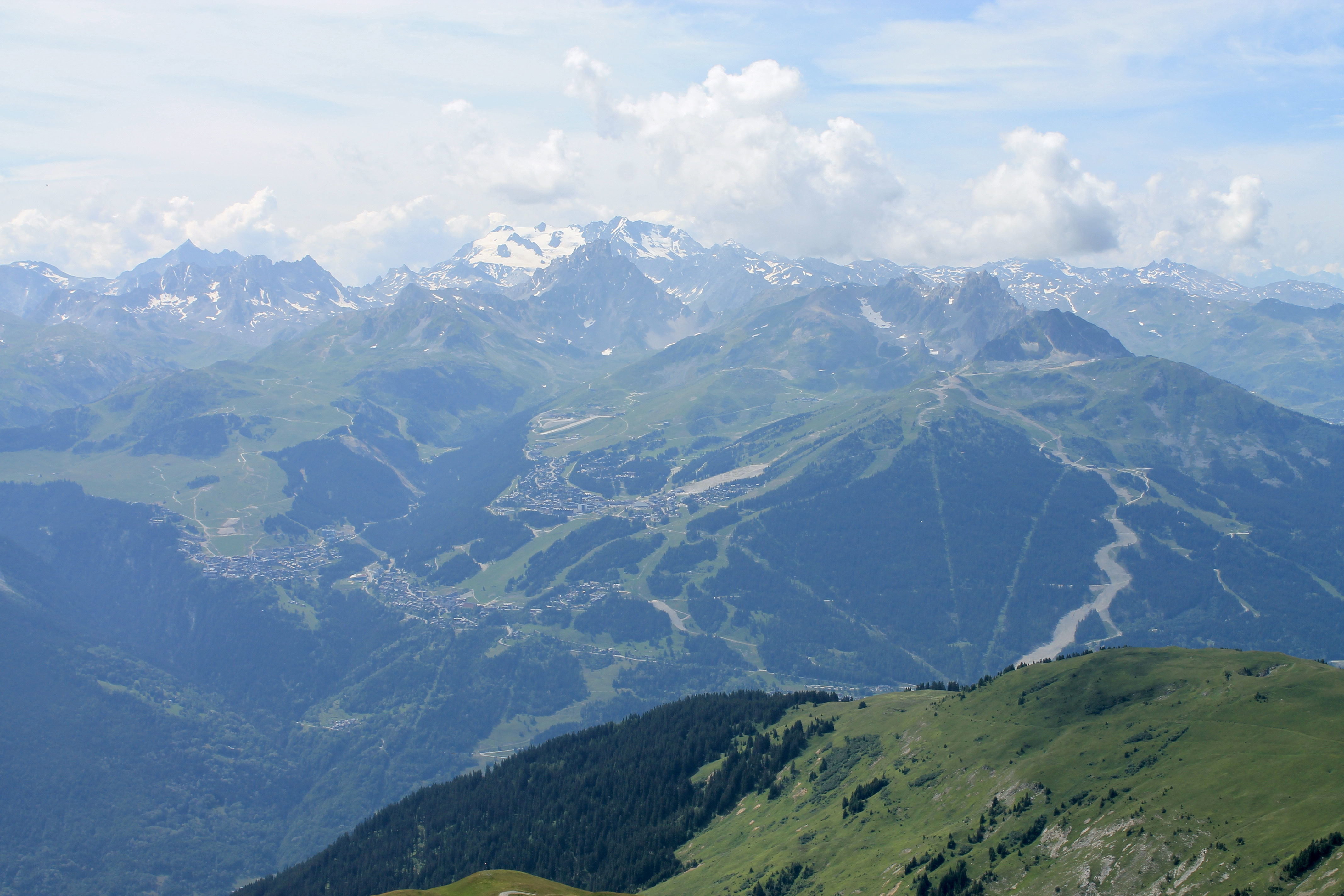
Vue de Courchevel, depuis le mont Jovet. Sur la droite, la piste L'Éclipse, qui a été utilisée pour les Mondiaux 2023.

L'emplacement des villages et de l'altiport sur le territoire communal de Saint-Bon-Tarentaise. La bande en vert foncé parmi les téléphériques est la réserve naturelle nationale du plan de Tuéda.

Située sur la commune de Saint-Bon-Tarentaise, la station de ski de Courchevel est composée aujourd'hui de cinq villages. À l'origine de la création de la station, le noyau de Courchevel 1550, installé dès 1946 sur un ancien hameau semi-permanent, appelé « Courchevel ». Les suivants sont aménagés pour Courchevel 1650 sur l'ancien hameau de Moriond et Courchevel 1850 sur l'alpage du Tovet ou des Tovets,. Ce sont donc des créations dites en site vierge. Plus récemment, se développent les stations-villages à partir d'un noyau urbain existant, avec le village de Saint-Bon ou le hameau du Praz.
Le 8 septembre 2011, le conseil municipal apporte une modification des noms des agglomérations de la station. Les villages portent désormais les noms suivants :
- pour Saint-Bon : Courchevel Saint-Bon (Chef-lieu) ;
- pour Le Praz 1300 : Courchevel Le Praz ;
- pour Courchevel 1550 : Courchevel Village ;
- pour Courchevel 1650 : Courchevel Moriond ;
- pour Courchevel 1850 : Courchevel.

#### Saint-Bon ou Courchevel Saint-Bon

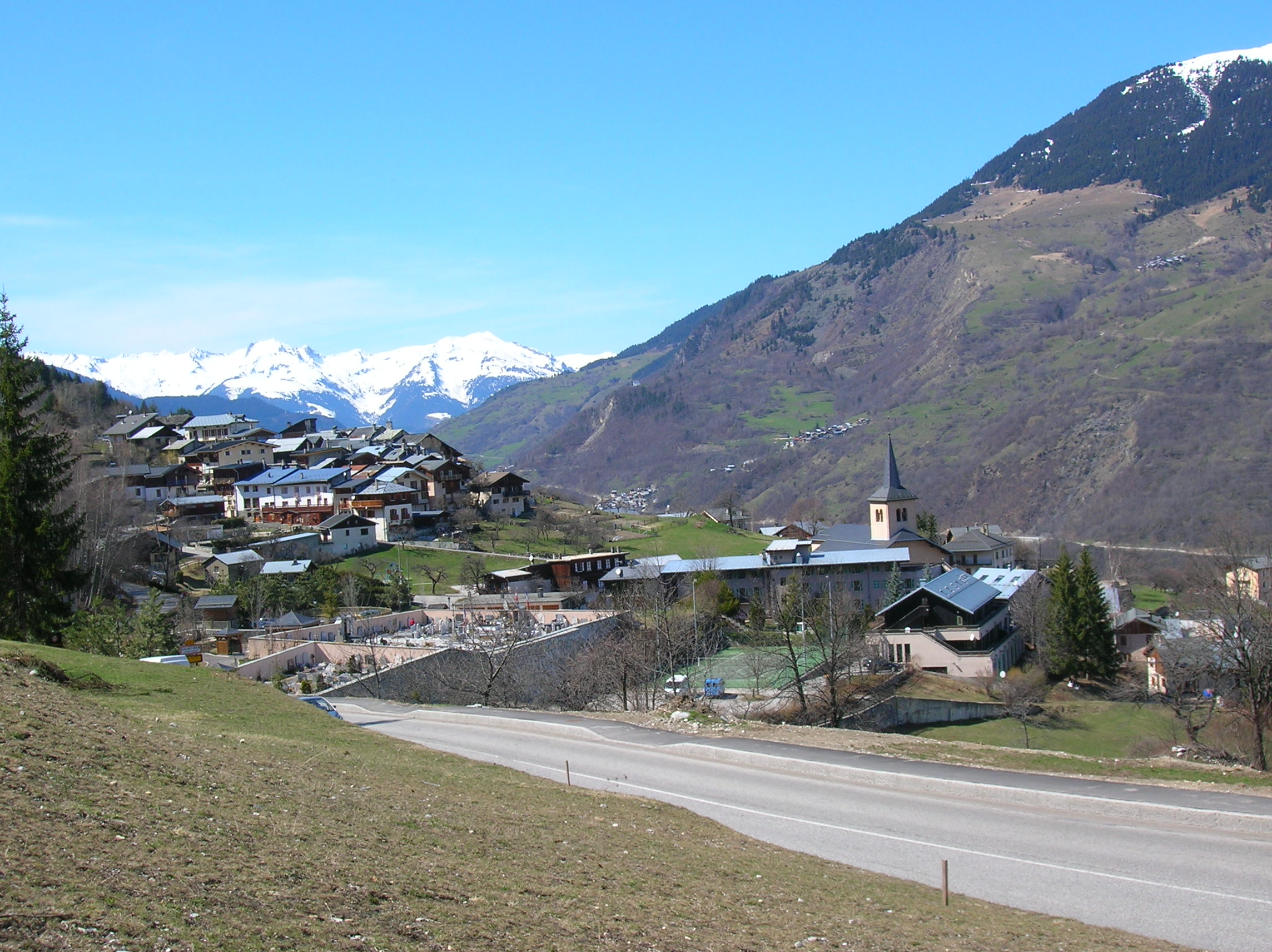
Vue du village de Saint-Bon-Tarentaise, chef-lieu de la commune.

Le village de Saint-Bon-Tarentaise est le chef-lieu de la commune avec la mairie. Il est situé à une altitude moyenne de 1 100 m. Il n'est pas à proprement parler une station-village dans la mesure où aucune remontée mécanique n'existe à cet endroit, mais le village est relié aux stations d'altitude par des navettes gratuites.
Lors de la création de la station de ski en 1946, le village n'avait pas été intégré dans les schémas d'aménagement. Dans les années 1950, écarté du développement touristique, il reste orienté vers les activités traditionnelles montagnardes. Depuis une dizaine d'années, il reprend sa place de « berceau de Courchevel », comme le qualifie le discours promotionnel.
Il possède une église dédiée à saint Bon, édifice inscrit à l'inventaire des monuments historiques depuis le 4 octobre 1972.
En 1999, le village de Saint-Bon comptait 221 habitants permanents, soit 12 % des 1 850 habitants de la commune de Saint-Bon-Tarentaise cette même année.

#### Le Praz ou Courchevel Le Praz

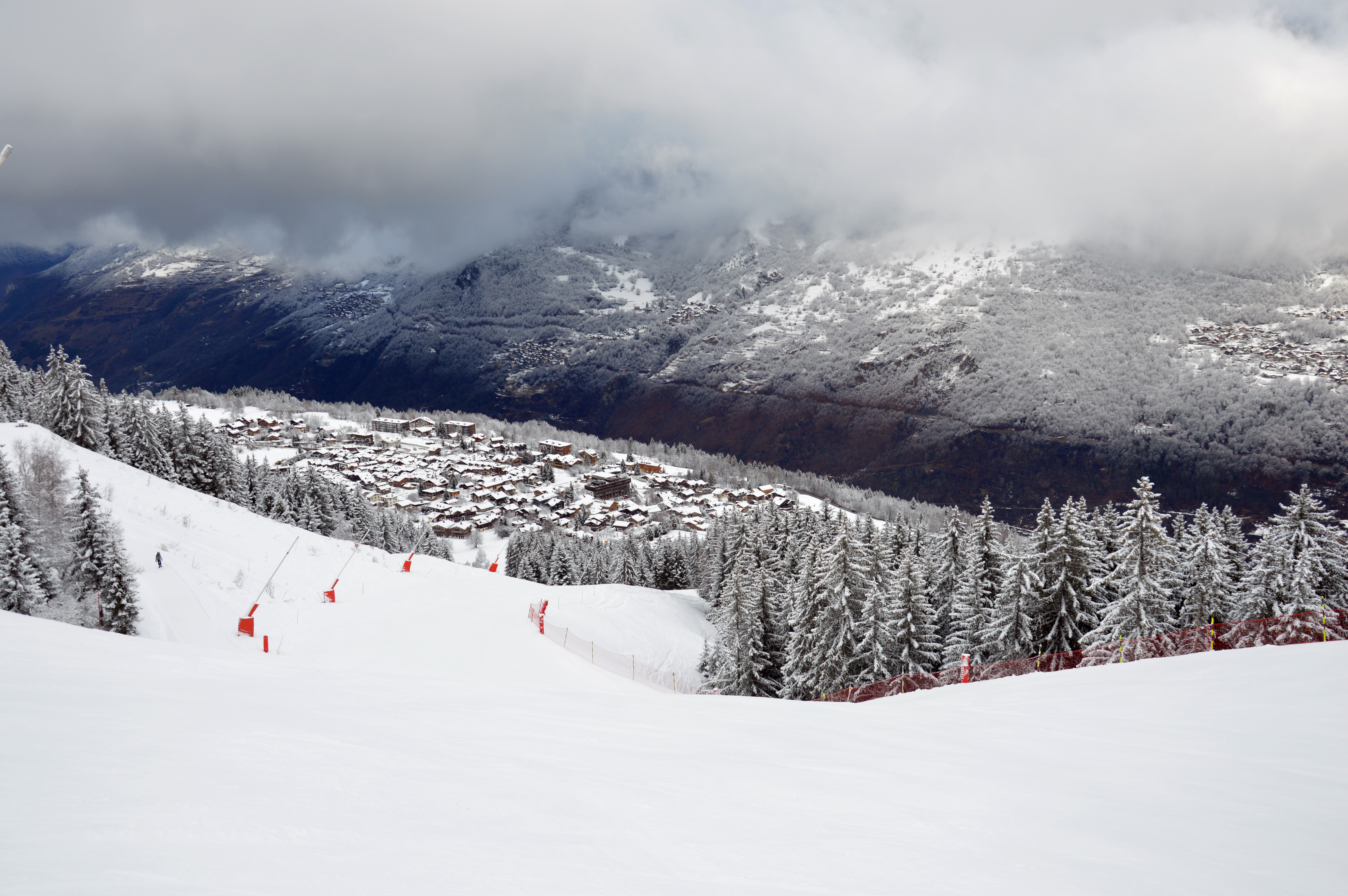
Vue du village du Praz.

Le Praz, où se trouve l'école, est situé à une altitude moyenne de 1 300 m sur un plateau au pied de la forêt et orienté plein nord. Il possède un lac où se pratique la pêche. Le site est situé au-dessous de la dent du Villard et du Grand Bec. Une route lui permet d'accéder également à la vallée des Allues par la Tania.

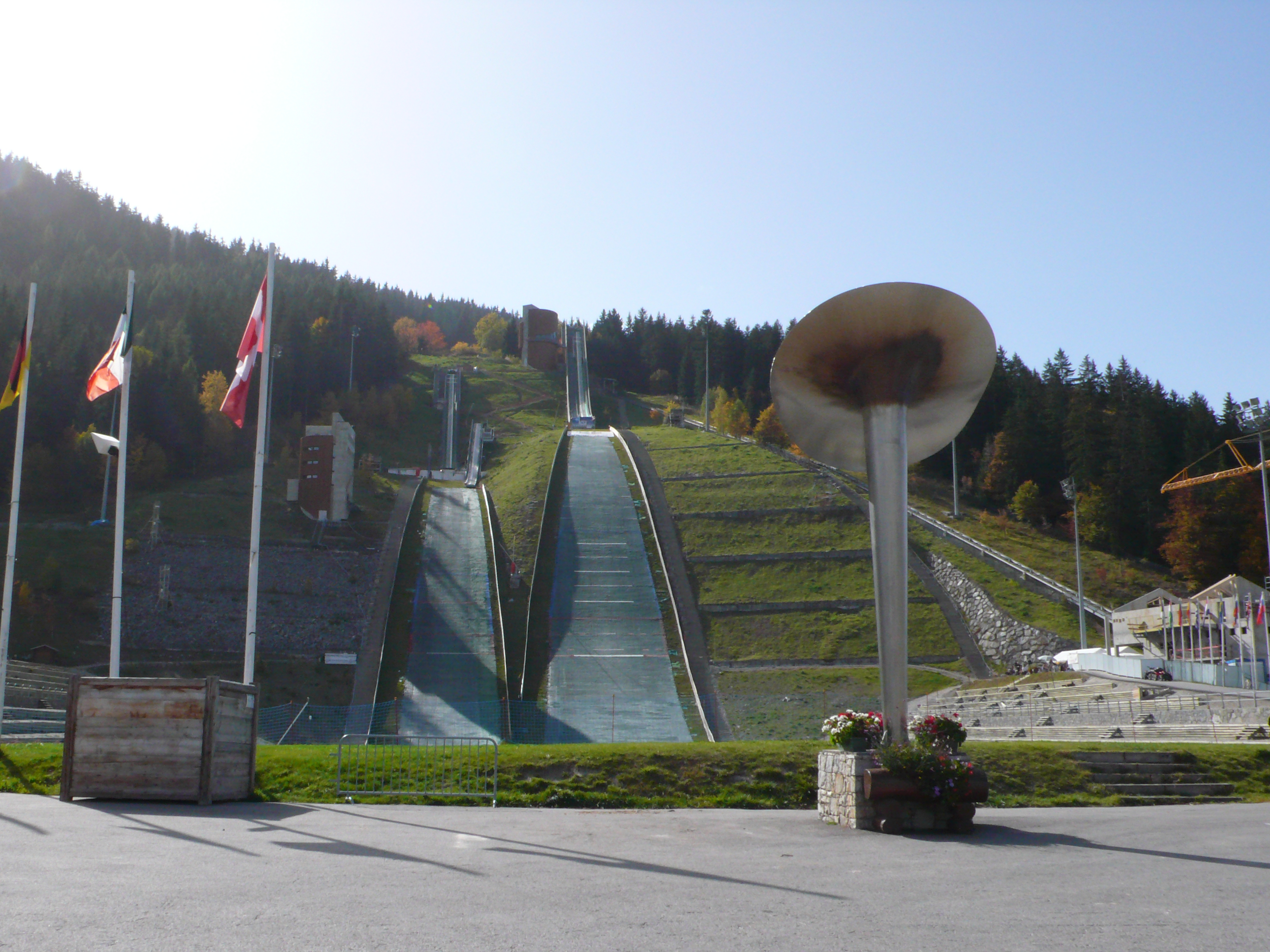
Vue des tremplins olympiques du Praz.

Le village a été choisi pour accueillir le site des tremplins olympiques de 90 m et 120 m lors des Jeux olympiques d'Albertville, en 1992. Un troisième tremplin, de 60 m, est intégré au site, entre les deux précédents tremplins, ainsi qu'un quatrième, de 35 mètres, destiné surtout aux enfants. Le site possède l'une des quatre zones d'évolution des novices (ZEN) aménagées par la station pour les skieurs débutants. Elle se situe à côté du téléski, gratuit, de l'Envolée. En 2013, le site des tremplins accueille le centre sportif L'Envolée (cf.Équipements ci-dessous).
La station-village est reliée directement à la station de Courchevel 1850. Quatre pistes de ski permettent d'arriver au Praz (les pistes de Brigues, Jean Blanc, Jockeys et Murette), et deux remontées mécaniques, le télécabine du Praz et le télésiège de la Forêt, mènent au reste du domaine. À l'origine, c'est une télébenne qui avait été aménagée pour relier le village à Courchevel 1850.
En 1999, le village du Praz comptait 365 habitants permanents, soit 20 % des 1 850 habitants de la commune de Saint-Bon-Tarentaise cette même année.

#### Courchevel 1550 ou Courchevel Village

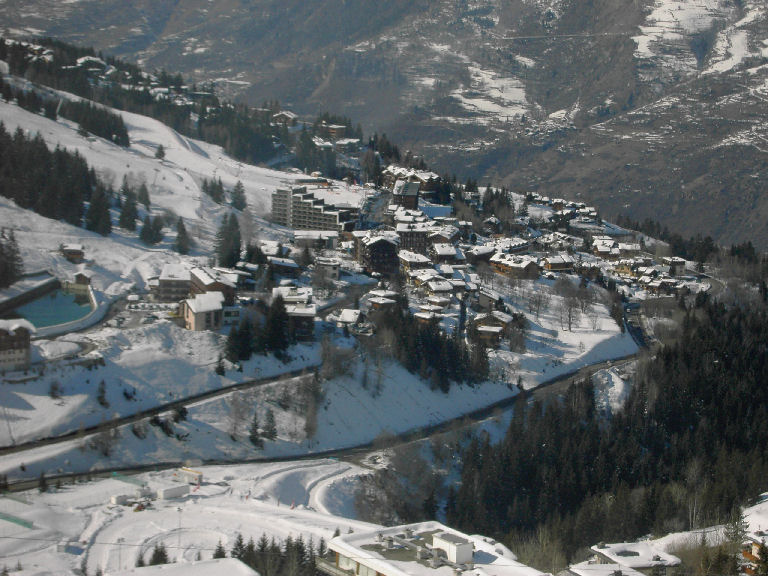
Courchevel 1550.

La station de Courchevel 1550, qui devient Courchevel Village, est le premier site qui accueille les équipements touristiques et base de développement de la future station de ski de 1850. Les prémices touristiques du hameau datent de décembre 1937 avec l'installation du premier hôtel, le Roc Merlet. La station moderne est terminée en 1945. Aujourd'hui, l'ensemble des différents sites porte son nom. Le développement touristique se fait le long de la route. La plupart des hôtels, au début des années 1950, sont tournés vers le nord. Une chapelle est édifiée en 1964 selon les plans de l'architecte Denys Pradelle, le toit plat imaginé à l'origine est « remplacé par un toit à double pente, plus visible ».
Son altitude est d'environ 1550 m. Elle se situe en contrebas de la station de Courchevel 1850, à 260 m, reliée par la large piste bleue des Tovets. On peut rejoindre Courchevel 1850, par télésiège (Tovets), télécabine (Grangettes) ou par les navettes gratuites. C'est aussi le point d'arrivée de la piste de luge, partant de Courchevel 1850.
Le village possédait une piscine équipée de deux bassins, dont un semi-couvert, Les Grandes Combes, mais qui n'était ouverte que deux mois chaque été. Un nouvel équipement est décidé et, en décembre 2015, le complexe aquatique et commercial Aquamotion est inauguré et participe à la diversification de la station avec des activités d'après-ski,.
En 1999, Courchevel 1550 comptait 226 habitants permanents, soit 12 % des 1 850 habitants de la commune de Saint-Bon-Tarentaise cette même année.

#### Courchevel 1650 ou Courchevel Moriond

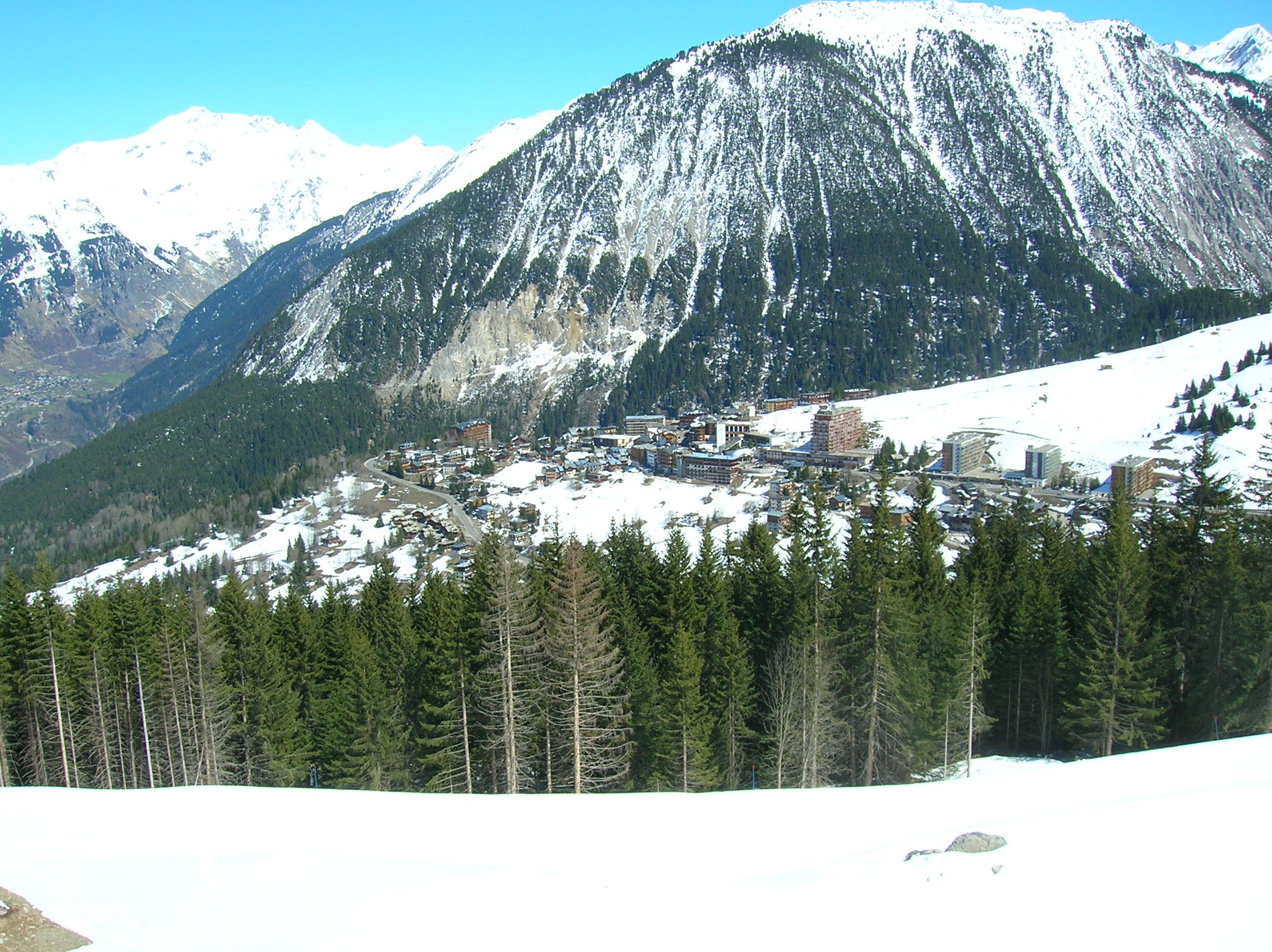
Courchevel 1650 ou Moriond.

Courchevel 1650, ou dorénavant Courchevel Moriond, est la station qui s'est développée à Moriond, un ancien hameau semi-permanent. Elle est parfois surnommée « Moriond l'ensoleillée »,. Ce village possède en effet une configuration particulière puisqu'il est installé sur un balcon, sur un versant sud-ouest permettant cette qualité d'ensoleillement. Par ailleurs, ce positionnement au-delà de la vallée des Gravelles, qui lui vaut parfois d'être qualifiée de « vallée dans la vallée », lui a permis d'avoir un domaine skiable quasiment autonome avec un forfait spécifique.
Ce domaine était géré par la Société des Téléskis de Moriond (STM), créée par Laurent Boix-Vives, le repreneur de l'entreprise Rossignol en 1956. L'entrepreneur, enfant de la vallée, fait construire à Moriond, avec l'autorisation de la mairie de Bozel, le téléski du Marquis en 1952. En effet, une partie de la vallée de Moriond faisait partie de la commune voisine de Bozel et a été réunie à Saint-Bon-Tarentaise par décret 19 février 1959. En 2002, la STM devient une filiale de la Société des Trois-Vallées (S3V) qui entre à son capital.
L'histoire du ski remonte aux années 1930 avec les premiers « chalets touristiques » du « père Schilz » et l'installation d'un premier téléski, dit « Sainte Agathe », en 1946,,. Le domaine skiable se trouve sur les pentes notamment de l'Arionda.
Une chapelle est édifiée en 1958 selon les plans de l'architecte Denys Pradelle. Elle est détruite[pourquoi ?] puis reconstruite en 1976. L'archevêque de Chambéry, André Bontems, refuse de venir consacrer l'édifice. Il est soutenu par les ouvriers (1979) qui trouvaient que celui-ci « [jurait dans un] lieu de gaspillage et de luxe ».
En 1999, Courchevel 1650 comptait 365 habitants permanents, soit 13 % des 1 850 habitants de la commune de Saint-Bon-Tarentaise cette même année.

#### Courchevel 1850 ou Courchevel

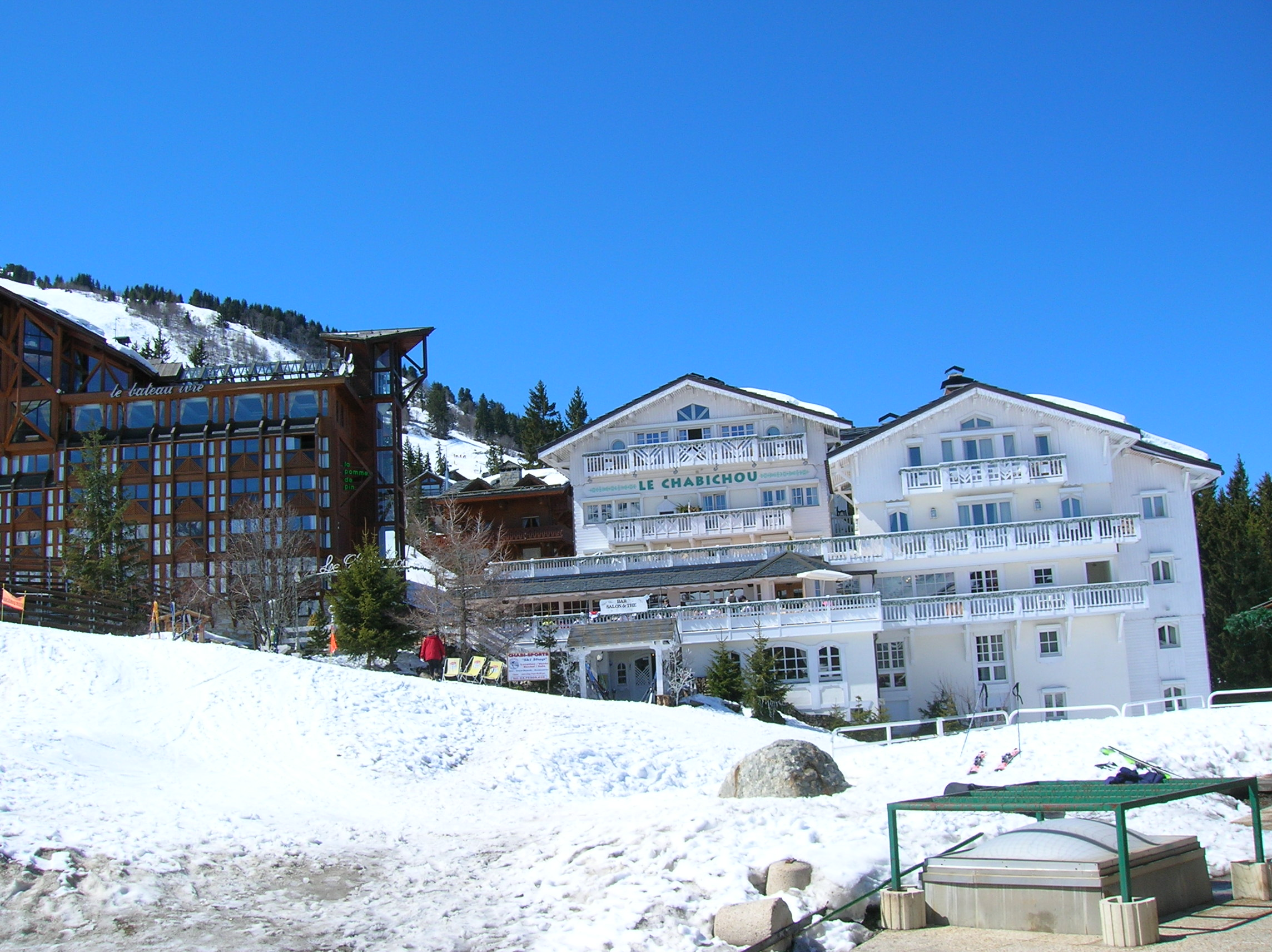
Chalets en hiver.

La station de Courchevel 1850, qui se confond généralement avec le nom du Courchevel, se trouve en réalité sur un replat à l'origine appelé « Tovet », situé à 1 850 mètres d'altitude. Toutefois, les aménageurs changent son nom en Courchevel, en référence à la station située en contrebas, plus connue. Son développement avec l'installation des commerces, de services a aussi éclipsé les autres sites et notamment le chef-lieu, comme le souligne l'historien Marc Boyer dans son analyse.

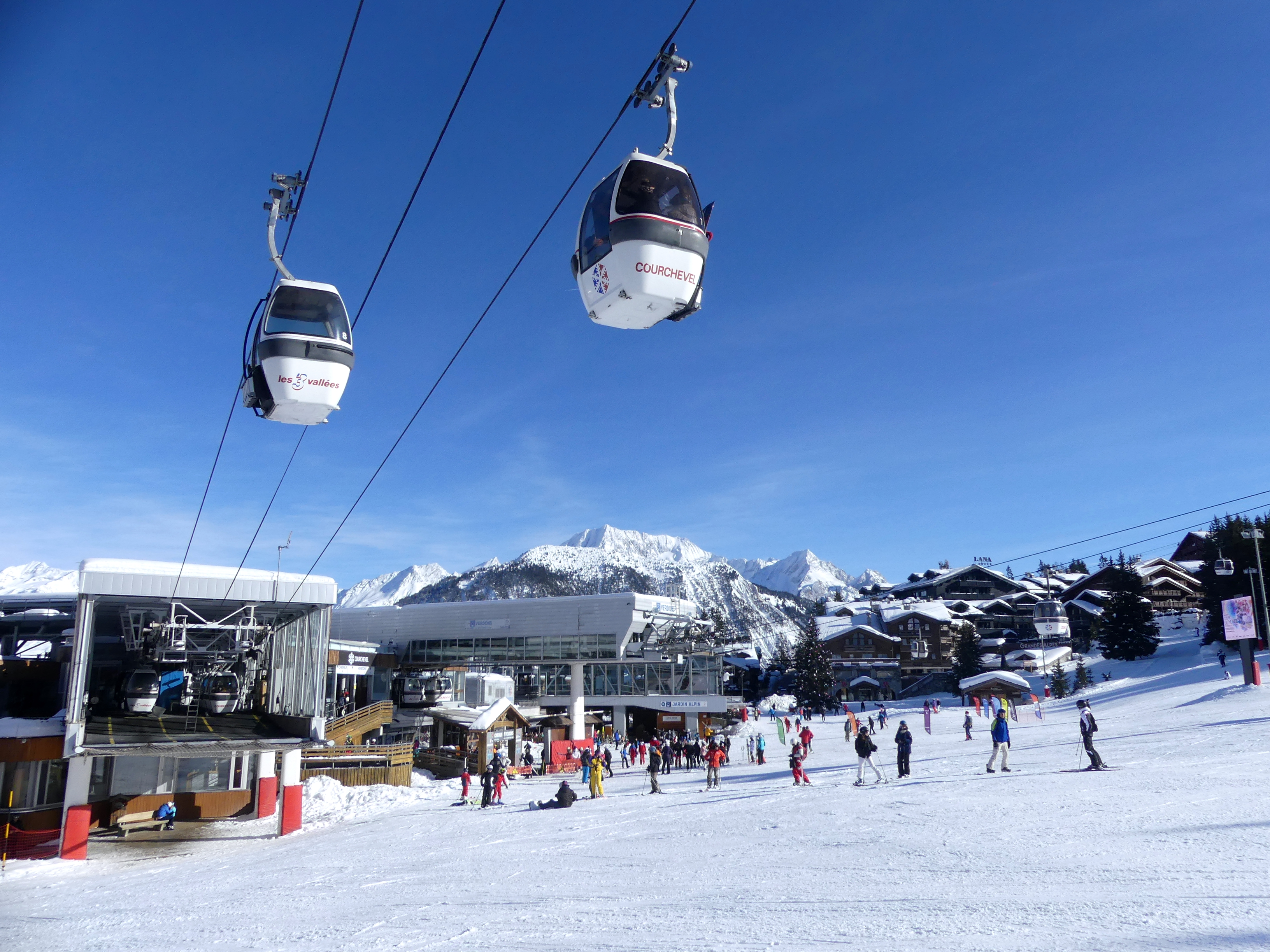
Départ des pistes du domaine de Courchevel 1850.

Il s'agit du site d'installation de la station selon le projet réalisé par les architectes Laurent Chappis et Denys Pradelle,,. L'ensemble est inscrit à l'Inventaire supplémentaire des monuments historiques, en 1998. Il est présenté comme « une révolution dans l’art de bâtir en montagne substituant au classique chalet savoyard au toit à deux pans, un style nouveau adapté aux modes de construction du moment et aux besoins d’une clientèle de séjour de courte durée », tranchant avec les stations dites souvent de « première génération », sans réel programme d'aménagement. Certains ont vu dans cet aménagement l'émergence des stations dites de « deuxième génération ».
Son développement urbanistique se trouve aujourd'hui compris entre 1 750  à   1 900 mètres. Il est le village le plus équipé et accueille notamment le plus d'activités hôtelières et de restauration, sans parler de la vie nocturne. Depuis 2003, le village accueille le Festival international d'art pyrotechnique.
La caserne des pompiers (SDIS 73) est installée dans cette zone. Les pompiers interviennent sur l'ensemble du secteur.
Le Family Park, situé sous la télécabine des Verdons, est un snowpark, abritant des sauts, des bosses, un parcours de type boardercross, plusieurs boxes. Le parc propose également des nocturnes. L'Avalanch'Camp est une zone permettant de s'initier à la recherche de victimes en avalanches. Le village dispose d'un golf neuf trous sur 1850, homologué par la Fédération française de golf (FFG). Différents parcours VTT sont également présents sur l'ensemble de la commune, cependant peu exploités du fait de la concurrence des stations voisines (Méribel, les Menuires, Les Arcs).

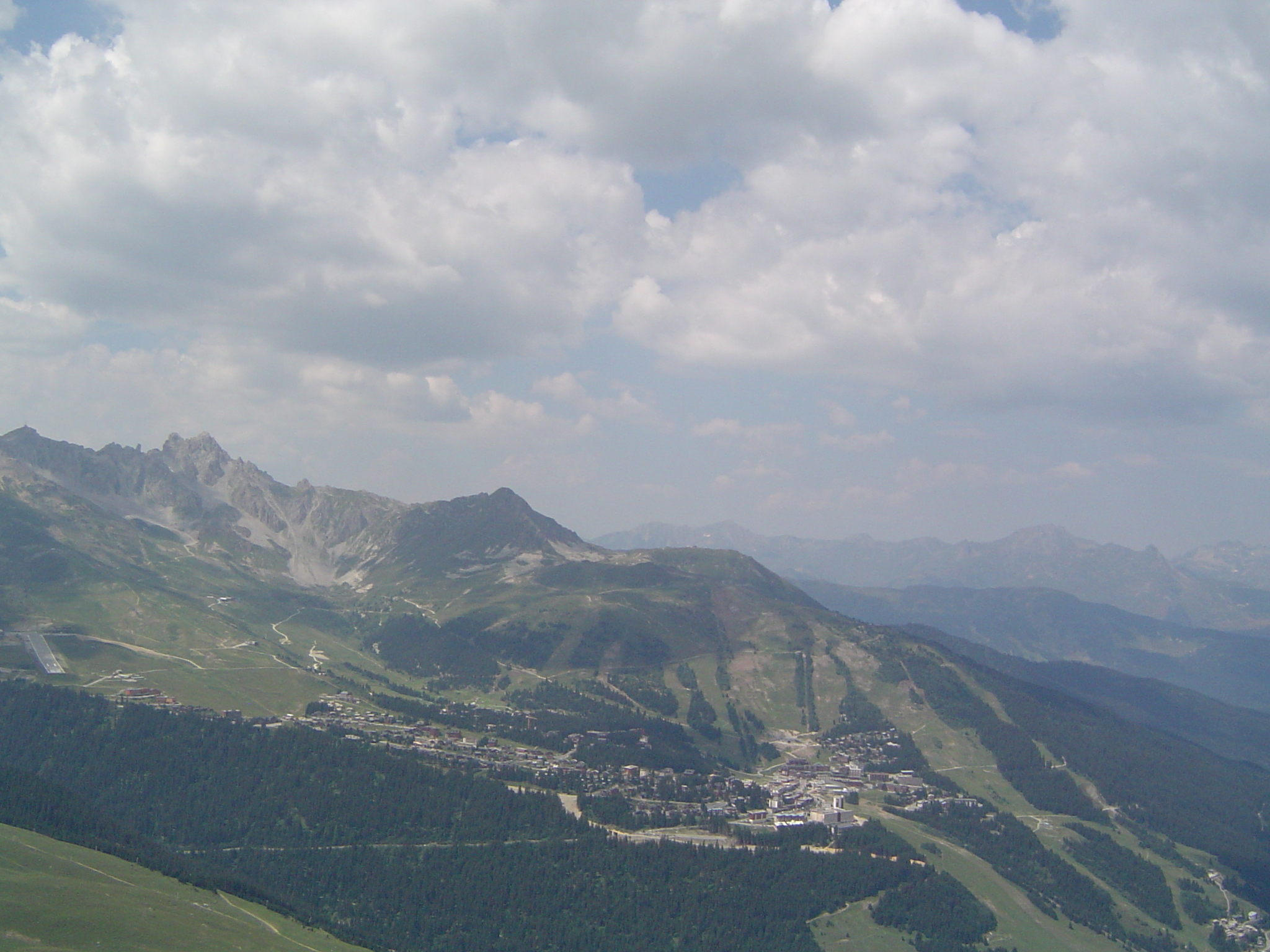
Vue arienne de la station en été.

Première station édifiée, le village de Courchevel possède un patrimoine architectural remarquable, notamment cinq édifices inscrits à l'inventaire des monuments historiques :
- le chalet Lang inscrit le 28 janvier 2012, « œuvre de l'atelier de Denys Pradelle, il est emblématique de la création de la station de Courchevel »[M 4] ;
- le chalet Joliot-Curie inscrit le 17 janvier 2005 : ce chalet privé appartenant à la famille Joliot-Curie a été construit sur les plans de l'architecte Denys Pradelle en 1949-1950[M 5] ;
- le chalet le Petit Navire inscrit le 25 janvier 2005, du même architecte, « De plan carré, sur deux niveaux, les distributions sont réduites au minimum grâce à un espace central accédant à chaque pièce »[M 6] ;
- la chapelle Notre-Dame de l’Assomption inscrite le 17 janvier 2005 : construite entre 1953 et 1959, selon les plans de l'architecte Denys Pradelle, puis agrandie en 1970. En 1991, un clocher est réalisé en style néo-roman, sous l'égide de l'association « Un clocher pour Courchevel », composée de hautes personnalités[Note 1][M 7] ; par ailleurs cette chapelle contient plusieurs objets répertoriés à l'inventaire général du patrimoine culturel[M 8]
- le grenier La Goupille inscrit le 23 janvier 2006 : cet ancien grenier à fourrage aménagé par l'architecte Laurent Chappis pour le ministre Eugène Claudius-Petit est encore en l'état en 2016[M 9].

D'autres édifices sont répertoriés à l'inventaire général du patrimoine culturel en 1998 ou 2005, dont :
- le chalet Roques (1948, 1954, 1967)[M 11] ;
- un chalet (1949)[M 12] ;
- le lotissement dit Les Chalets Fath[M 13] ;
- le chalet Le Rabolliot (1951)[M 14] ;
- le chalet Parallèle 4 (1951)[M 15] ;
- le chalet Thivollet (1952, 1967, 1995)[M 16] ;
- le chalet Roche (1954, 1990)[M 17] ;
- le chalet La Godille (1955)[M 18] ;
- le chalet Le Troll (1958)[M 19] ;
- le chalet[M 20].

En 1999, Courchevel 1850 comptait 629 habitants permanents, soit 34 % des 1 850 habitants de la commune de Saint-Bon-Tarentaise cette même année.

### Hébergement et restauration

#### Capacité d'accueil de la station
Au 1er janvier 2016, l'Insee indique que la capacité hôtelière de la commune de Saint-Bon-Tarentaise est de 2 058 chambres réparties dans 48 hôtels dont 19 hôtels cinq étoiles, 7 hôtels quatre étoiles, 13 hôtels trois étoiles, 3 hôtels deux étoiles et 6 hôtels non classés. La commune ne dispose pas de campings mais offre de nombreux autres hébergements collectifs : 9 résidences de tourisme et hébergements assimilés pour une capacité de 2 671 lits et 4 villages-vacances/maisons familiales pour une capacité de 640 lits.
L'organisme promotionnel Savoie Mont Blanc estimait en 2016 que la capacité d'accueil de la station était de 32 883 lits touristiques répartis dans 4 997 établissements. Les hébergements se répartissent comme suit : 287 meublés  ; 9 résidences de tourisme ; 52 hôtels ; 4 centres ou villages de vacances/auberges de jeunesse/maisons familiales ; un refuge ou gîte d'étape et une chambre d'hôtes. La station ne dispose pas d'hôtellerie de plein air.
Lors des premiers aménagements de la station durant les années 1950, la capacité d'hébergement est d'une centaine de lits touristiques. Ce chiffre explose au cours des années suivantes. L'abbé Chavoutier précise, dans son étude de la fin des années 1970, que cette croissance a connu une forte augmentation dans la période 1950-1970 pour ralentir ensuite au cours de la décennie 70. Elle possède ainsi, en 1978, 28 000 lits touristiques dont 14 000 dans le village-station de Courchevel 1850. On estime ensuite pour les décennies suivantes sa capacité à un peu plus de 30 000 lits.
Lors des célébrations du cinquantenaire de la station, l'architecte Laurent Chappis s'est ému lors de sa découverte face aux transformations : « C'est avec émotion que je découvrirai un autre monde de près de 30 000 lits , bien différent des 6 000 lits dont la conception m'avait passionné. ». Cette capacité d'accueil évolue encore pour atteindre une dizaine de milliers supplémentaires de nos jours.
Lors d'une interview accordée au Figaro Magazine en 2012, le maire de la commune indique « hôtels et chalets compris, le luxe ne représente que 5 000 lits […], sur les 40 000 lits de la station ».
La capacité de la station était de 32 432 lits en 1992 (avec 51 hôtels dont trois quatre étoiles) et était estimée en 2008 à 37 163 lits selon l'Observatoire de la direction départementale des Territoires du département de la Savoie.
Aujourd'hui ceux-ci s'associent à la capacité d'hébergement du domaine des Trois Vallées offrant plus de 126 000 lits touristiques (stations de Courchevel, Méribel, vallée des Belleville). La capacité de l'hébergement hôtelier est estimée à un peu plus 5 000 lits en 2002 et en 2016.
Cette capacité a permis le 24 septembre 2012 à la commune de Saint-Bon-Tarentaise d'obtenir le label officiel « station classée de tourisme » et de bénéficier d'un surclassement démographique pour une commune égale à une ville de « 40 000  à   80 000 habitants ».

#### Une spécialisation dans l'hôtellerie de luxe

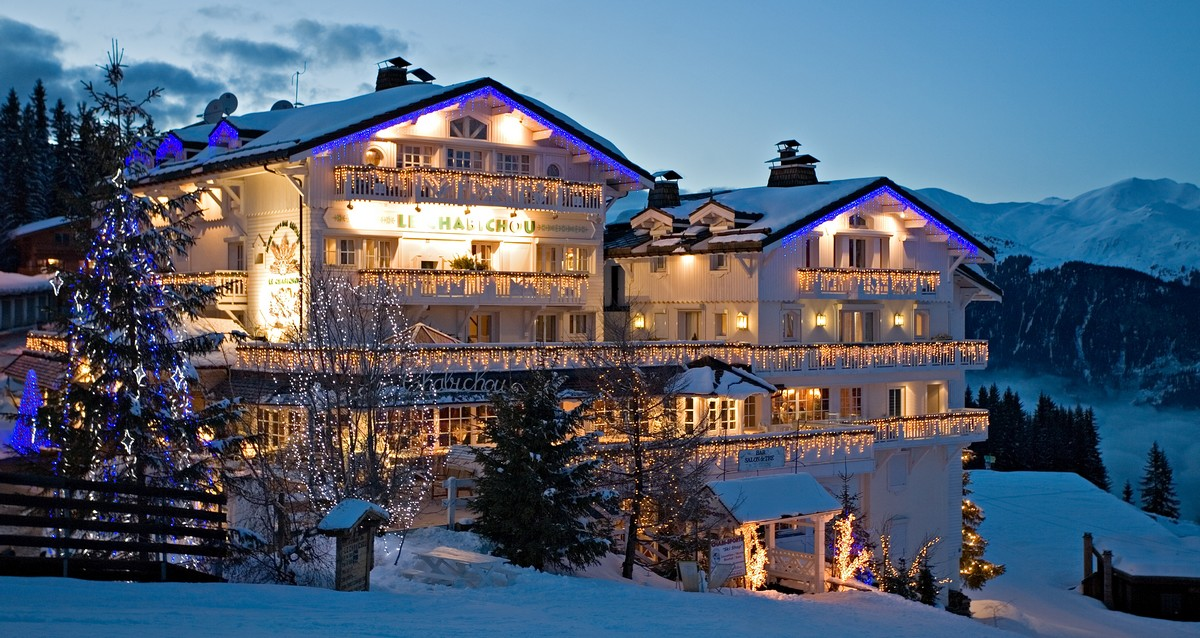
Façade de l'hôtel Le Chabichou illuminée sous la neige.

La station concentre une cinquantaine d'établissements hôteliers dont une vingtaine de luxe, ainsi que de tables étoilées. Cette « hyper-spécialisation sur l’hôtellerie haut de gamme [est due à] la pression exercée par les hôteliers locaux », d'après la chercheuse à l'Institut de recherche en gestion et économie Rachel Bocquet.
L'abbé Chavoutier observe que le développement hôtelier de la station dans les années 1970 n'est pas le fait des locaux et que la plupart des propriétaires des établissements touristiques ne sont pas originaires de la vallée de la Tarentaise. On observe la même tendance de nos jours, notamment avec les investisseurs dans les grands palaces de la station (voir ci-dessous). Cette « hyper-spécialisation » peut être perçue à terme comme une difficulté pour son développement.
En 2023, huit tables de la station (dont six à Courchevel 1850) se trouvent dans le palmarès du guide Michelin, avec un total de treize étoiles, dont les restaurants des hôtels Le K2, Le K2 Altitude, Le Chabichou avec deux étoiles ou du Cheval Blanc de Yannick Alléno, seul restaurant trois étoiles de la station.

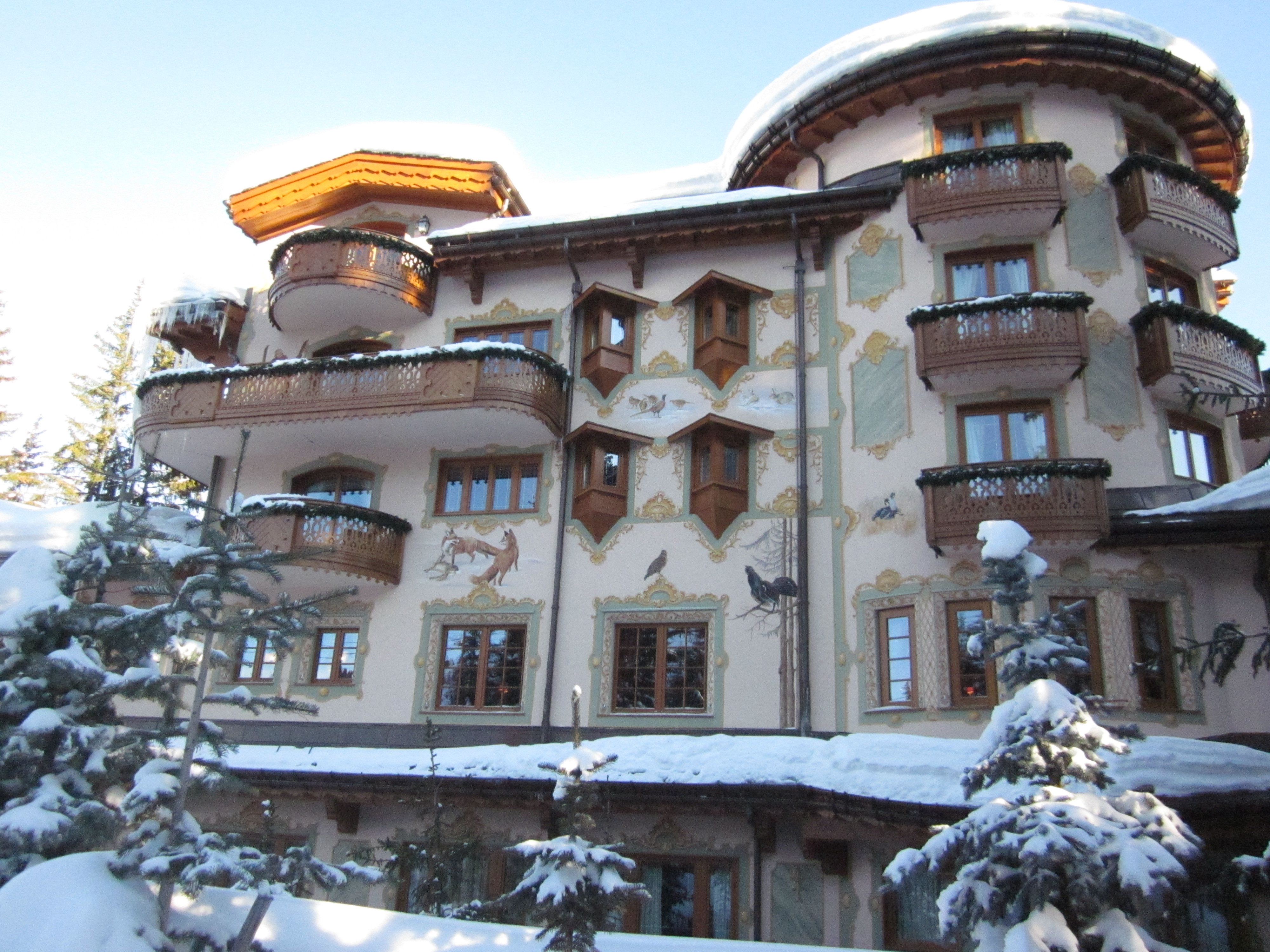
Façade de l'hôtel Les Airelles, l'un des cinq palaces de la station.

Les premiers établissements hôteliers d'un certain confort, comme le « Saint Joseph » (1948), « Les Grandes Alpes » (1950), le « Lana » (1958), le « Rond-Point des Pistes » ou encore les « Trois-Vallées », s'établissent dès les années 1950.
Depuis, la station dispose d'une des plus fortes concentration de palaces au monde. En 2014, elle compte 44 hôtels.
La plupart de ces établissements se situent sur le village de Courchevel 1850. Il regroupe d'ailleurs vingt hôtels classés cinq étoiles, dont cinq palaces depuis 2019 : Les Airelles (mai 2011), Cheval Blanc (mai 2011), Le K2 (juillet 2014), L'Apogée (octobre 2019) et Les Neiges (octobre 2019).
Les deux premiers établissements faisaient partie des huit premiers hôtels français de grand luxe (dont quatre à Paris et quatre en province) à recevoir le nouveau label officiel « Distinction Palace », créé par arrêté du 8 novembre 2010,. Ils sont désormais trente-et-un  établissements à l'avoir reçu, depuis 2019.
Le positionnement de la station en fait l'une des stations les plus chères de l'Hexagone, voire des Alpes. Ainsi, l'étude du site web TripAdvisor, appelée « TripIndex Ski » classe régulièrement Courchevel en tête des stations. Lors de l'étude de 2013, « avec une nuitée à 395 € en moyenne, Courchevel [comme] la station de sports d'hiver la plus chère d'Europe », elle est classée première des stations européennes devant sa voisine Méribel et la station suisse Saint-Moritz.
L'étude publiée en février 2014, et portant sur 27 stations françaises, place la station avec un coût journalier de 520,82 € en tête des stations les plus chères de France. En 2015, la station est considérée, d'après le site MeilleursAgents.com, comme l'une des plus chères du prix au m² de l'immobilier en France avec 6 820 €/m2, derrière Megève (7 497 €/m2) et Val-d'Isère (7 193 €/m2).

## Domaine skiable et gestion
Courchevel fait partie du domaine des Trois Vallées (avec Méribel, Val Thorens, Les Menuires et Orelle), considéré comme un des plus grands domaines skiables du monde avec une surface de  2100 hectares, dont 605 hectares à Courchevel et ses 493 km de pistes entièrement reliées par des remontées mécaniques. Le domaine de Courchevel correspond à environ 25 % du grand domaine. Le domaine des Trois Vallées comprend également 128 km de pistes de ski de fond dont 67 km à Courchevel.
La promotion et l'animation de la station sont assurés par un office de tourisme, l'EPIC « Courchevel Tourisme », qui dépend de la commune.
Son budget de 5,3 M€ en 2015, est essentiellement financé par la perception de la taxe de séjour et la taxe sur les entreprises de remontées mécaniques (978 k€ en 2008, 874 k€ en 2001).
Le domaine skiable, ainsi que les pistes et remontées, sont gérés par une société d'économie mixte, la Société des Trois-Vallées (S3V), créée en 1946, par le Conseil général de la Savoie,.
Depuis l'an 2000, cette structure a évolué pour devenir une société commerciale à capitaux publics majoritaires qui gère aussi les domaines de Méribel-Mottaret ainsi que de La Tania. Les principaux actionnaires de la société sont le Conseil général (majoritaire), les communes de Saint-Bon-Tarentaise, les Allues et La Perrière, ainsi que le personnel de la S3V. La S3V gère, en 2008, 85 remontées mécaniques (RM) des domaines skiables des Trois Vallées (58 en 1992), soit environ 30 % du grand domaine.
La station quant à elle compte 58 RM permettant de profiter des 150 km, contre (93 km seulement en 1992).
Le personnel de la S3V est d'environ 700 personnes dont  500 saisonniers en 2008.

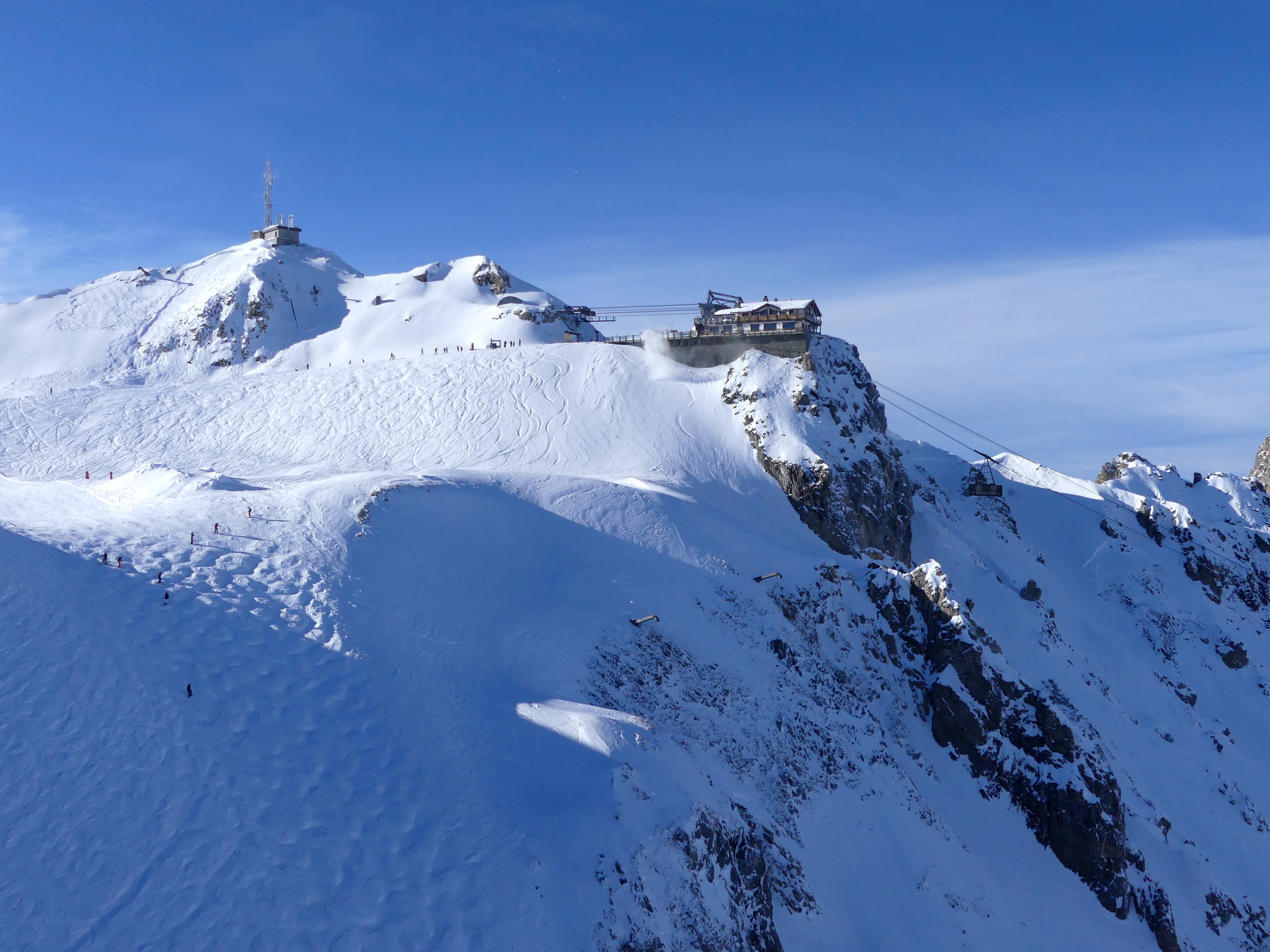
Arrivée d'une remontée mécanique sur Saulire.

Avec 105 pistes, le domaine skiable de Courchevel comporte :
- La Combe de la Saulire : peut-être bien la piste la plus connue de Courchevel ; une piste rouge bien large qui bénéficie d'une qualité de neige exceptionnelle (piste homologuée FFS/FIS Descente et Super Géant Hommes et Dames) ;
- La Jean Blanc : une ancienne piste de descente de coupe du monde. Du ski à grande vitesse entre les sapins. Elle démarre du télésiège de Plantrey, elle une longueur de 2,4 km, une pente moyenne de 32% et un dénivelé de 770m[107]
- Bellecôte : bordée d'hôtels et de chalets de luxe, Bellecôte délimite les quartiers du Jardin Alpin et de Bellecôte ; dans le même style, on retrouve Cospillot ;
- Cospillot : une piste bordée de chalets de luxe, dans la forêt, toujours assez calme ;
- Les Chapelets : une piste rouge à l'extrémité orientale des 3 Vallées, sur un site isolé et renommé pour ses curiosités géologiques : les ravines de gypse de la Dent du Villard.
- L'Éclipse : inaugurée en 2022 pour les championnats du monde de ski alpin 2023.

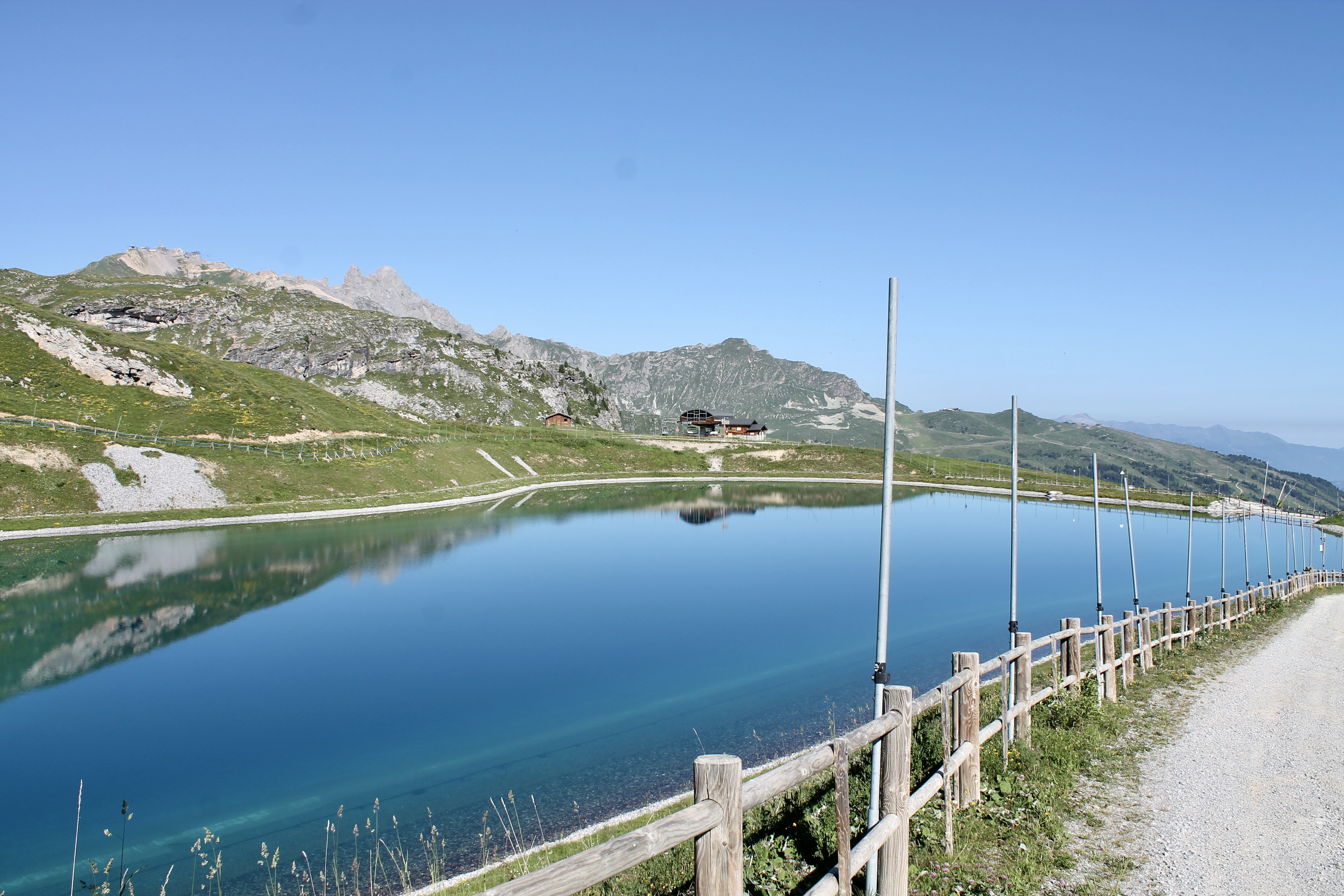
Retenue d'eau dite lac d'Ariondaz.

Plus généralement, le domaine skiable des 3 Vallées est réputé pour sa dimension (le plus grand du monde entièrement relié par ski ) mais aussi et surtout son accessibilité, quel que soit le niveau de ski des skieurs.
Il est en effet très facile de passer d'une station à une autre, d'une vallée à une autre. Le domaine skiable est traditionnellement ouvert de début décembre à fin avril. Des problèmes d'enneigement peuvent parfois être observés. La station s'équipe d'une retenue d'eau pour fabriquer de la neige, le lac d'Ariondaz, en 2007.
La Cour des comptes soulignait en 2011 un coût important pour 130 000 m3 de neige produite (5 M€ pour seulement 1 000 heures de fonctionnement en 2010, avec 350 000 m3 d'eau consommés). En 2010, pour l'ensemble des stations françaises, 33 % des pistes sont couvertes par la neige de culture. La station déclare posséder 617 enneigeurs permettant de couvrir 43 % du domaine skiable.
Le domaine skiable de Courchevel offre de nombreuses activités autre que le ski alpin : le ski de fond peut être pratiqué sur 66 km de pistes, et Courchevel dispose également 32 km de randonnées en raquettes et 17 km de randonnées à pieds.

## Équipements et investissements
Une station de sports d'hiver nécessite des aménagements réguliers pour son domaine skiable (pistes, remontées mécaniques), pour son hôtellerie, ainsi que l'offre hors-ski (équipements sportifs). Ces investissements sont nécessaires afin de s'adapter à sa clientèle mais surtout d'éviter à la station un vieillissement et de perdre des parts de marché face aux stations concurrentes françaises, mais aussi suisses, italiennes ou encore autrichiennes. Par ailleurs, les stations ouvrent désormais également en été et tentent d'offrir une offre sportive conséquente et un cadre urbain plus authentique avec la rénovation de ses villages.
Ces investissements sont généralement très lourds pour les communes qui sont classées « commune touristique ». Celles-ci se voient ainsi dotées d'un budget par habitant plus élevé que des communes traditionnelles. Ainsi la commune de Saint-Bon-Tarentaise - Courchevel avec ses quelque 1 850 habitants permanents mais ses 31 000 lits touristiques possède un budget de fonctionnement conséquent. En 2008, le budget d’investissement de la commune avoisine les 85 millions d’euros, soit un budget supérieur à ceux cumulés des deux grandes villes savoyardes de Chambéry et d'Annecy,. « Le rapport de la Cour des comptes de 2011 souligne, en tout cas, à juste titre, l’importance de ces investissements mais il faut aussi préciser qu’ils sont indispensables à l’essor et à la notoriété de la station » expliquait l'ancien maire Gilbert Blanc-Tailleur.

### Des remontées mécaniques performantes

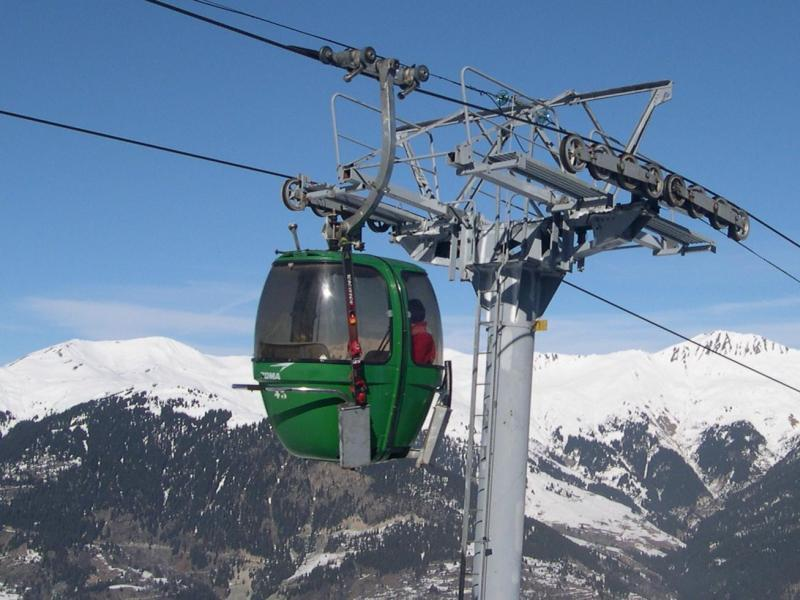
Cabine SP4 en activité en 2004.

La station se situant à proximité du cœur du parc national de la Vanoise, le domaine skiable ne peut plus s'étendre, mais il tire en partie l'avantage de sa jonction avec ses voisines des Trois Vallées. Par ailleurs, la station mise sur l'entretien de son domaine. Elle investit aussi dans des infrastructures plus modernes pour le développement de son parc de remontées mécaniques. Ainsi en 1983, la société Poma inaugure son premier télésiège débrayable quatre places dans la station, « TSD4 du Plantrey ». Celui-ci évolue en six places en 2011. En 1985, la station inaugure le « Grand jour », « le plus grand téléphérique du monde. Une grande cabine rouge et blanche de 30 m2, qui transporte 160 skieurs, sur 1 713 m de câble (pour un dénivelé de 622 m), en quatre minutes, soit 1900 personnes à l'heure. », selon l'édition du Journal du Dimanche de l'époque,.
C'est en 2014 que sont retirées les dernières cabines SP4 dites « les œufs » de Poma et Sigma, qui étaient encore utilisées sur la télécabine de La Forêt, mise en service en 1971.

### Les équipements sportifs
À l'occasion des Jeux olympiques d'Albertville de 1992, la station a pu s'équiper de nouvelles infrastructures. Une patinoire olympique, le Forum, inaugurée en décembre 1990 (38 millions de francs), accueille les séances d'entrainement des hockeyeurs durant les Jeux,, tandis que les épreuves olympiques sur glace se déroulent sur les patinoires olympiques d'Albertville, de Méribel et de Pralognan-la-Vanoise. Mais surtout la livraison en janvier 1991 des tremplins de saut à skis sur le village du Praz (90 m et 120 m) permet le déroulement des épreuves organisées sur la station (combiné nordique et saut à ski). Le site du village du Praz a été retenu pour son exposition et son altitude, les tremplins étant construits dans une zone boisée abritée des vents. Ces tremplins seront ensuite aménagés pour une utilisation en période estivale. L'ensemble a été complété par deux autres tremplins (60 m et 35 mètres) et par l’aménagement d'un stade de ski de fond, avec une capacité d'accueil de 23 000 personnes en gradins. 102 millions de francs ont été dépensés pour construire les tremplins olympiques et le stade de ski de fond. Par ailleurs, d'autres infrastructures sont venues compléter ces aménagements à la veille des Jeux : des appartements de standing, un parking souterrain, ainsi que des modifications de voiries pour empêcher le stationnement sauvage. L'altiport (voir ci-dessous) a été agrandi pour accueillir des Dash 7. Par ailleurs, un golf de neuf trous, au Jardin Alpin, est aménagé.

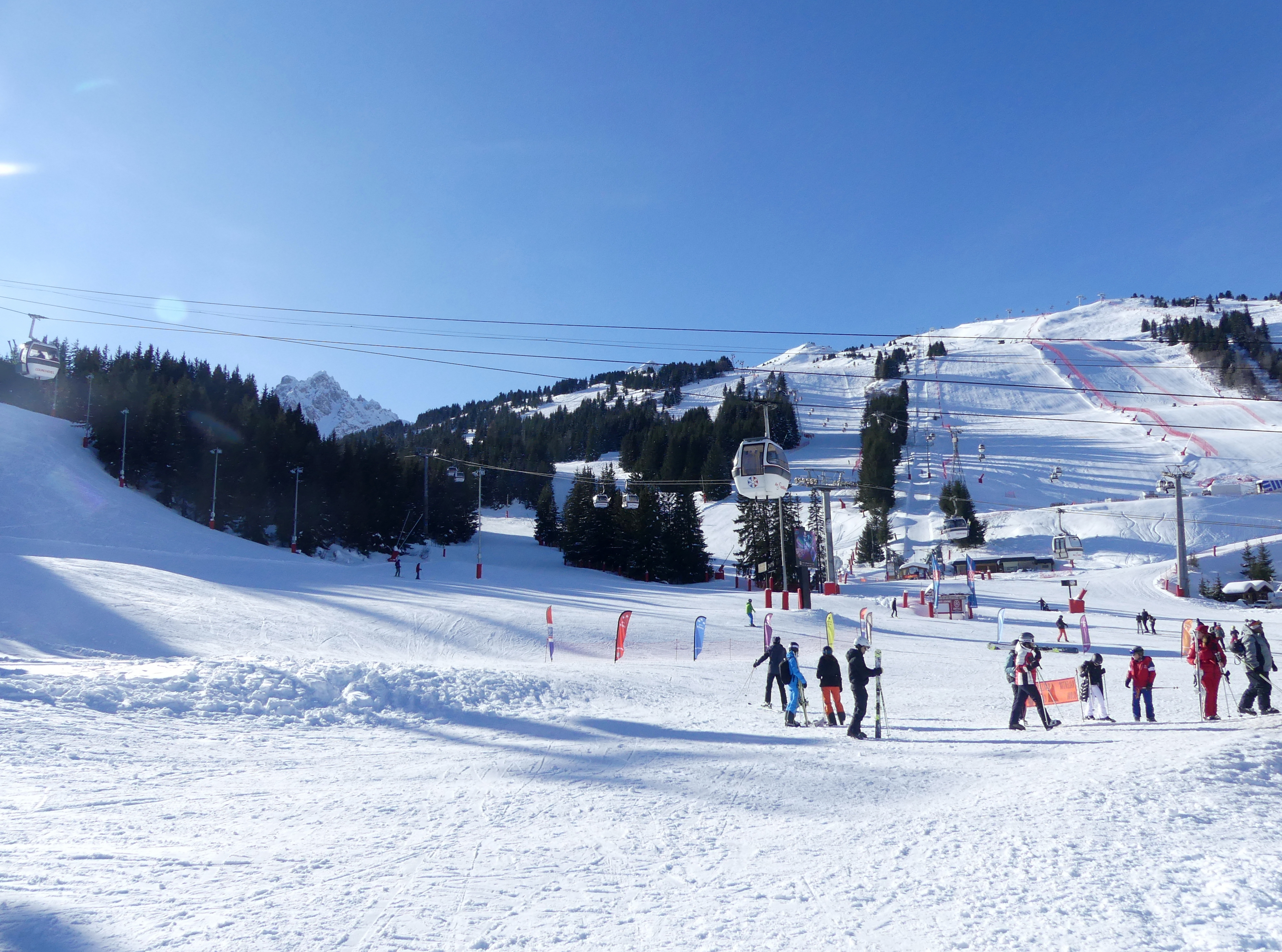
Vue du front de neige de Courchevel 1850.

La commune possédait une piscine située à Courchevel Moriond, Les Grandes Combes. La station a voulu cependant réaménager cet équipement en 2011 par une évolution en un centre aquatique dont la première pierre a été posée en 2012. L'investissement se monte à près de 70 M €. Cette modernisation permet de répondre à une demande touristique ou plutôt de maintenir la concurrence avec les stations voisines,. L’Aquamotion, une structure de 15 000 m2, est inaugurée fin décembre 2015. Le complexe aquatique constitué d'une piscine extérieure et d'une intérieure, d'une fosse de plongée, de toboggans de 46 m, d'un canyon de 110 m de long, est limité à un accueil maximum 1 000 clients. À l'étage, un second espace l’Aquawellness réservé à la détente n'est accessible qu'à la clientèle majeure. L'ensemble accueille également trois espaces de restauration, un spa et un hammam.
À côté des tremplins du Praz, la station a inauguré en novembre 2013 un complexe sportif, équipé d'un gymnase (1 000 m2 évolutif en salle polyvalente) associé à un espace de remise en forme, "L'Envolée". Cet espace a été conçu pour accueillir des sportifs de haut niveau à l'entrainement.
La station possède par ailleurs son propre altiport, premier aéroport de montagne, créé en 1961 par Michel Ziegler. Celui-ci est rénové à l'occasion des Jeux de 1992.
D'autres activités sont proposées comme la randonnée pédestre autour ou dans le parc national de la Vanoise, les pistes de VTT, etc.

## Fréquentation et emplois
Au début des années 2000, le directeur général de l'Office du tourisme de la station indique lors d'une interview que « nos clients viennent de 62 pays différents parce que nous avons une politique commerciale mondiale ». Au début des années 2000, la clientèle internationale représentait environ 42 % du total des touristes dans la station, ; ce chiffre passe à 56 % en 2011. Si les clients français restent majoritaires (44 %), ce sont les Britanniques (34 %) et les Russes (8 %) qui arrivent ensuite. Un article de Maud Tixier en 2008 produit par ailleurs une analyse de la clientèle nationale et internationale des hôtels haut de gamme.
Le nombre de nuitées passe de 1,688 millions en 2005 à 1,708 en 2011. Cette légère baisse s'observe sur la même période pour l'ensemble de la vallée de la Tarentaise. Par ailleurs, si les professionnels de la station constatent une baisse sensible du nombre de journées skieurs, le nombre des non-skieurs semble lui augmenter. Ainsi en 2012, les remontées mécaniques voient leur « chiffre d’affaires et le nombre de journées-skieurs baisser depuis trois ans ». Enfin, au cours de la même période, la fréquentation estivale baisse.
Au cours de la saison 2008, la station comptait environ mille moniteurs. Leur particularité est, contrairement à une station classique, que la majorité d'entre eux (80 %) donnent des cours individuels contre 20 % en collectif.

## Sport et compétitions

### Sports d'hiver
Courchevel a accueilli plusieurs épreuves de sports d'hiver dans des disciplines variées allant du saut à ski au ski alpin en passant par le patinage artistique, le hockey sur glace ou encore le ski alpinisme. La station accueille de 2007 à 2012 la « semaine olympique du sport français », organisée pour les athlètes français récompensés lors d'une compétition internationale.

#### Ski alpin
Le 7 janvier 1979, la station accueille sa première épreuve de coupe du monde de ski alpin, un slalom géant hommes remporté par Ingemar Stenmark. Il faudra attendre le 21 décembre 2010 pour voir une deuxième épreuve de coupe du monde, avec un slalom spécial dames remporté par Marlies Schild. Depuis, la station est devenue l'une des étapes régulières de la coupe du monde féminine, tant en slalom spécial (2011, 2013, 2018) qu'en slalom géant (2012, 2015, 2017, 2018). En raison de conditions d'enneigement et de météorologiques parfois capricieuses, plusieurs étapes ont été annulées ou reportées : géant en 2011 (chutes de neige abondantes), géant et slalom en 2014 (manque de neige), géant 2016 (vent violent en cours d'épreuve). Une première mondiale est réalisée en 2017 avec la tenue d'un slalom spécial parallèle (PSL) organisé en nocturne et remporté par Mikaela Shiffrin.
Avec Madesimo (ITA), Saas-Fee (SUI), Oberstdorf (GER) et Schruns (AUT), Courchevel participe chaque année à la Jugend Cup (fondée en 1966), une compétition pour enfants de ski alpin par club et qui se déroule dans les cinq stations à tour de rôle.
La station associée avec sa voisine Méribel ont été choisies par la Fédération française de ski afin de déposer un dossier de candidature pour l'organisation des Mondiaux de ski alpin de 2023,, notamment en raison du « standing de haut niveau », de l'attractivité internationale et de la qualité de l'accueil. Le budget prévisionnel d'organisation des championnats est de 42 M€. Les Mondiaux 2023 sont attribués au tandem Courchevel-Méribel par la Fédération internationale de ski réunie en Congrès à Costa Navarino (Grèce) le 17 mai 2018. La station va réaménager dans ce cadre la piste des Jockeys qui accueillera les épreuves masculines, et d'importants travaux de requalification de la future zone d'arrivée au Praz sont entrepris à partir du printemps 2017.
La station a accueilli les éditions 1995 et 2005 du Challenge des moniteurs du ski français.

#### Sports de glace
Une patinoire en plein air existait à Courchevel depuis la création de la station, non loin de son emplacement actuel. Elle a été remplacée par la patinoire olympique du Forum, construite en vue des Jeux olympiques de 1992 afin de servir de lieu d'entraînement pour les épreuves de hockey sur glace. L'équipement est tous les deux ans le théâtre du Grand prix international junior de patinage. Elle sert également pour des galas de patinage artistique ainsi que pour des matchs de hockey sur glace. Elle est notamment l'un des lieux d'entrainement du Hockey Courchevel Méribel Pralognan.

#### Saut à ski

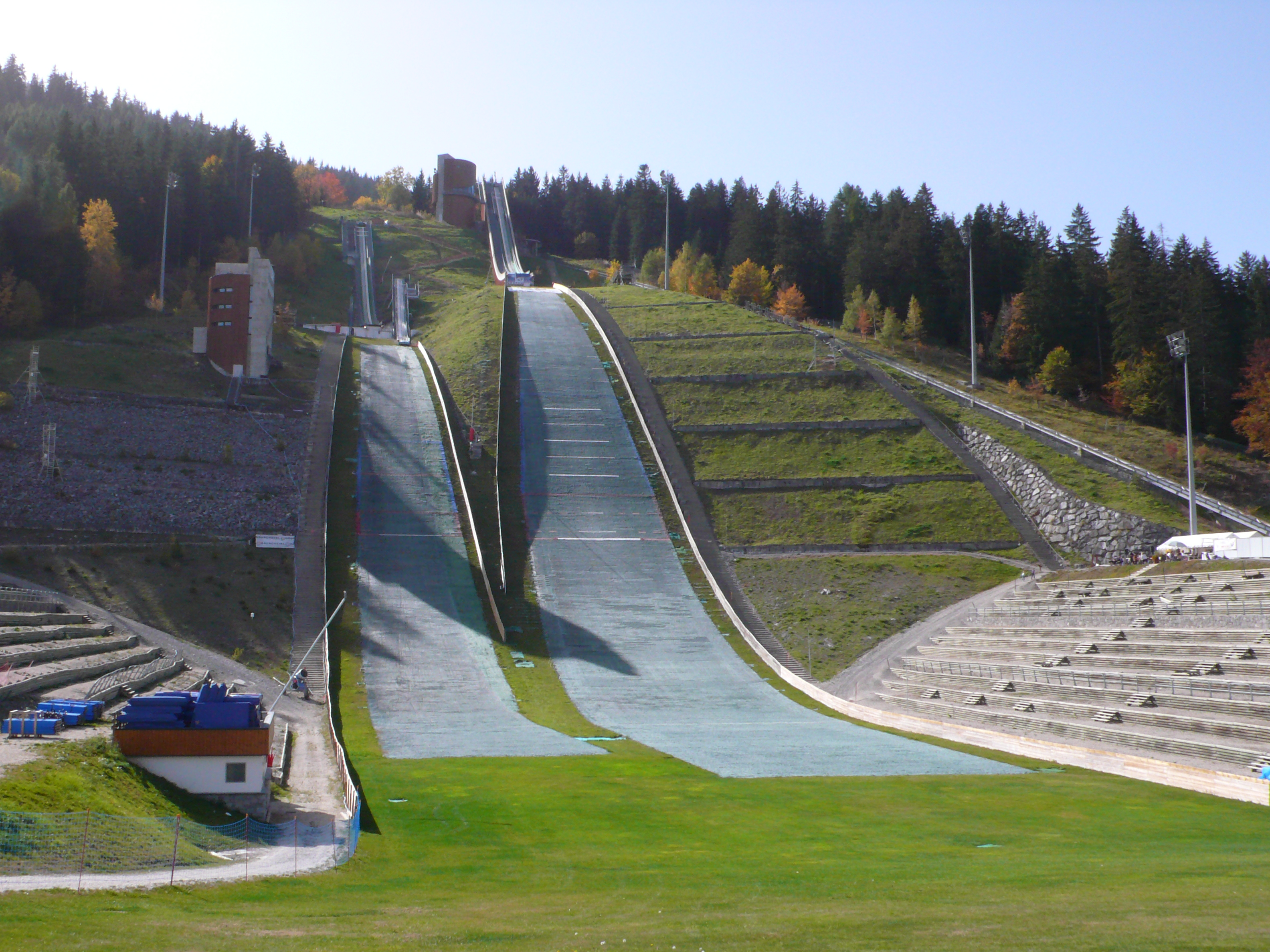
Vue du site des tremplins de saut à ski du Praz.

Le saut à ski fait partie des disciplines pratiquées à Courchevel depuis la création de la station. Ainsi sur le site actuel des tremplins du Praz existait un tremplin en bois de 40 mètres dans les années 1950 ; sur le front de neige de 1850 existait également un tremplin de 50 mètres. Par la suite, un tremplin de 25 mètres à structure métallique a été construit au niveau de l'actuelle arrivée du télésiège des Tovets et démonté lors de la construction dudit télésiège en 2004.
À l'occasion des Jeux olympiques d'Albertville 1992, la station accueille les épreuves de saut à ski et de combiné nordique pour lesquels ont été construits deux tremplins de saut à ski. Aujourd'hui, le stade situé au Praz est aménagé pour accueillir des épreuves nationales (manches de la Coupe de France) continentales et internationales de saut (HS 134, HS 96, HS 65, HS 30).
La station accueille depuis la construction des tremplins en 1990, à la mi-août, une étape de la Coupe du Monde d’été de saut à ski,.

### Cyclisme
La station de Courchevel a été trois fois ville étape et ville-départ du Tour de France, en 1997, 2000 et 2005. En 1997, Richard Virenque remportait cette étape juste devant Jan Ullrich. En 2000, la victoire revint à Marco Pantani en solitaire. Enfin, en 2005, Lance Armstrong et Alejandro Valverde avaient lâché Michael Rasmussen et Francisco Mancebo dans les derniers hectomètres avant que l'Espagnol ne l'emporte au sprint devant le coureur texan. Les arrivées se sont déroulées sur l'altiport.
| Édition | Étape                                                     | Vainqueur de l'étape |
| ------- | --------------------------------------------------------- | -------------------- |
| 1997    | 14e étape (Le Bourg-d'Oisans - Courchevel-Altiport)       | Richard Virenque     |
| 2000    | 15e étape (Briançon - Courchevel-Altiport)                | Marco Pantani        |
| 2005    | 10e étape (Grenoble - Courchevel-Altiport)                | Alejandro Valverde   |
| 2023    | 17e étape (Saint-Gervais-les-Bains - Courchevel-Altiport) | Felix Gall           |

Courchevel a été ville-arrivée du Tour de l'Avenir 1998, avec la victoire de Christophe Rinero. La dernière étape du Critérium du Dauphiné 2014 a été jugée à Courchevel Le Praz : Mikel Nieve a remporté l'étape tandis qu'Andrew Talansky prenait la première place du classement général.
Chaque été, il est possible d'effectuer la montée du Carrey jusqu'à l'Altiport en étant chronométré dans le cadre de la Cyclocourch. Depuis 2018, une piste goudronnée permet d'accéder au Col de la Loze (2 300 mètres) depuis les alpages de Pralong.
Pour dynamiser les activités estivales, la station dispose de nombreux loueurs de vélo tout terrain (VTT), parfois électrifiés. Des circuits banalisés sont proposés et les remontées mécaniques permettent d'accéder à des parcours de type Descente (DH) ou Freeride (FR). Les sentiers sont balisées d'un marquage jaune et marron.

### Le Club des Sports
Avec les prémices du développement du ski, les nouvelles stations de sports d'hiver des Alpes possèdent leur ski-club qui participe au dynamisme sportif. La station inaugure le Ski Club de la Vallée de Saint-Bon en 1930,,. Il devient, en 1948, le Club des Sports de Courchevel,. Il regroupe trois sections (alpine, saut et fond) et en 2014 il réunit 945 licenciés.
De nombreux sportifs font partie ou sont passés par l'association dans l'une des sections, intégrant parfois les équipes de France. En ski alpin, s'est illustré Jean Blanc, originaire du Praz et surnommé "la locomotive de Saint-Bon", trois fois champion de France de slalom et de descente, et dont une piste noire de la station porte son nom en ski alpin, et plus récemment Alexis Pinturault, Anne-Sophie Barthet et Taïna Barioz. En saut à ski, se sont distingués les athlètes Nicolas Dessum et Emmanuel Chedal, et une nouvelle génération de sauteurs participe aux circuits internationaux avec Jonathan Learoyd, Léa Lemare et Lucile Morat. En skicross, Chloé Georges a concouru lors des Jeux olympiques de Vancouver.

## Manifestations culturelles et festivités
Au-delà des compétitions sportives, la station de Courchevel organise tout au long de l'année des événements ou manifestations culturelles afin d'apporter un certain dynamisme. Depuis 2003, elle organise un Festival international d'art pyrotechnique courant mars et février. La compétition voit s'affronter des artificiers de quatre pays différents qui proposent leur création, notée par un jury. Le spectacle se déroule sur les quatre villages de la station (Courchevel Le Praz, Courchevel Village, Courchevel Monriond, Courchevel).
La forte fréquentation de touristes russes durant la période courant de la fin décembre à la mi-janvier, correspondant aux fêtes de Noël jusqu'au Nouvel An orthodoxe a incité la station à organiser un Noël russe et les célébrations du nouvel an.
Courchevel ouvre son domaine à l'art. En 2009, elle inaugure la première « exposition d'œuvres monumentales sur [un] domaine skiable » autour de Salvador Dalí, intitulée « Dali au sommet », en partenariat avec les Galeries Bartoux. L'année suivante l'exposition le thème est « Confrontation au sommet » présentant 18 sculptures classiques ou contemporaines (dont des œuvres de Rodin, Michel-Ange, de Chirico, Dali, Botero, Folon...), puis « L'Art, au fil des sommets » en 2011, avant de devenir « L'Art au Sommet ». Pour les célébrations du 70e anniversaire et l'édition du festival L'Art au Sommet, en 2016, la station a ouvert son domaine à l'artiste français Richard Orlinski et à l'artiste et graffeur américain JonOne,. Le premier expose pour la troisième année consécutive des sculptures d'animaux, tandis que le second a décoré les cabines du téléphérique de Saulire,. Des animations sont organisées durant la saison avec notamment un mapping vidéo sur l'église de la station.

## Courchevel et le cinéma et la télévision
Un certain nombre d'œuvres cinématographiques et télévisuelles ont été tournées dans la station, dont :
- La Femme de mon pote (1983) de Bertrand Blier avec Pascal (Thierry Lhermitte), gérant d'un magasin de vêtements de sports d'hiver et Micky (Coluche), disc-jockey à la station de radio locale ;
- La Vengeance du serpent à plumes (1984) de Gérard Oury, où Coluche joue le rôle d'un perchman dans les premières scènes du film ;
- Pur Week-end (2007) de Olivier Doran, avec la scène de l'embouteillage tournée dans la rue Park-City ;
- Les Yeux jaunes des crocodiles (2014) de Cécile Telermann dont certaines scènes avec Emmanuelle Béart, Julie Depardieu et Patrick Bruel ont été tournées dans la station[151] ;
- Mes trésors (2017) de Pascal Bourdiaux, avec Jean Reno dont l'intrigue principale se déroule dans la station[152] ;
- Stars 80, la suite (2017) de Thomas Langmann, dont l'action se déroule en grande partie à Courchevel[153].

## Pour approfondir

#### Articles ou ouvrages généraux
- Virginie Bourgoin et Christine Garin, Découvrir le patrimoine naturel de Saint-Bon Courchevel, La Ville, 1er trim. 2007, 172 p. (ISBN 2-9016-1721-2, lire en ligne [PDF])

- Philippe Révil, Raphaël Helle, Les pionniers de l'or blanc, Glénat, 2004, 199 p. (ISBN 978-2-7234-4566-5)
- Marcel Charvin (ill. Joanny Drevet), « Courchevel - Saint-Bon, pléiade de stations olympiques », dans Histoire de Courchevel Saint-Bon, Montmélian, La Fontaine de Siloé, coll. « Les Savoisiennes », 1996, 387 p. (ISBN 2-8420-6026-1 et 978-2-8420-6026-8), chap. XVII, p. 325-358
- Marius Hudry, Histoire des communes savoyardes : Albertville et son arrondissement (vol. 4), Roanne, Éditions Horvath, 1982, 444 p. (ISBN 978-2-7171-0263-5). ([PDF] « Saint-Bon-Tarentaise », p. 261-263)
- Louis Chabert, Lucien Chavoutier, Une Vieille vallée épouse son siècle: petite géographie de la Tarentaise, Imprimerie gaillard, coll. « Trésors de la Savoie », 1976, 190 p. (ISSN 0152-1489)
- Marc Boyer, « La vie touristique des Dorons de la Vanoise, son évolution récente », Revue de géographie de Lyon, vol. 30, no 2,‎ 1955, p. 103-135 (lire en ligne)

#### Ouvrages sur la station
- Laurent Chappis, Denys Pradelle, Guy Rey-Millet, Jean-François Lyon-Caen, Courchevel. Naissance d'une station, Paris, Éditions Du Linteau, 2013, 152 p. (ISBN 978-2-91034-280-7)
- David Déréani, Courchevel 1946-2006 : Le livre du 60e anniversaire, La Fontaine de Siloé, 2005, 68 p. (ISBN 978-2-8420-6311-5)
- Collectif (préf. Émile Allais), Courchevel, 50e anniversaire, Brinon Presse, février 1996
- Marcel Charvin, Histoire de Courchevel Saint-Bon, Les Marches, La Fontaine de Siloé, coll. « Les Savoisiennes », 1996, 2000, 387 p. (ISBN 978-2-8420-6026-8)
- Gildas Leprêtre, L'épopée de Courchevel : 1946 - 1996 ; 50 ans d'histoire de Courchevel racontés par ceux qui l'ont vécue, La Fontaine de Siloé, coll. « Savoie vivante », 1996, 251 p. (ISBN 978-2-8420-6023-7).

#### Études/Articles sur la station
- Franck Delorme, « L’Atelier d’architecture en montagne. Contribution à la mise au point d’une architecture de montagne », In Situ, no 24,‎ 22 juillet 2014 (lire en ligne)
- Maud Tixier, « Courchevel : une station d'exception à un tournant de son histoire », EHLITE Magazine - École Hôtelière de Lausanne, no 31,‎ décembre 2010, p. 16-20.
- Maud Tixier, « La contribution de l’hôtellerie haut de gamme à la renommée internationale de Courchevel », Humanisme et Entreprise, vol. 5, no 290,‎ 2008, p. 61-73 (lire en ligne).
- Georges Benko, « Tourisme et marketing territorial : le cas des stations de sports d'hiver de l'Espace Killy et des Trois-Vallées », dans Diane-Gabrielle Tremblay, Rémy Tremblay, La compétitivité urbaine à l'ère de la nouvelle économie. Enjeux et défis, Presses de l'Université du Québec, 2006, 420 p. (ISBN 978-2-76052-174-2), p. 78.
- Georges Benko, « Les villes dans l'économie globale. Les stations de ski vues par le marketing », dans Rachid Amirou, Philippe Bachimon, Jean-Michel Dewailly, Jacques Malezieux, Tourisme et souci de l'autre : en hommage à Georges Cazes, Éditions L'Harmattan, 2005, 362 p. (ISBN 978-2-74758-862-1), p. 346
- Jean-François Lyon-Caen, « Courchevel 1850 : la « superstation » des Alpes françaises. L'invention d'une pensée nouvelle pour l'urbanisme et l'architecture en montagne », Revue de géographie alpine, vol. 84, no 3,‎ 1996, p. 51-69 (lire en ligne).
- Pierre Préau, « Le changement social dans une commune touristique de montagne : Saint-Bon-Tarentaise (Savoie) », Revue de géographie alpine, vol. 71, no 4,‎ 1983, p. 407-429 (lire en ligne).
- Abbé Lucien Chavoutier, Saint-Bon-Courchevel, de la cellule rurale à la station-phare, Saint-Alban-Leysse, Imprimerie Gaillard Saint-Alban-Leysse, coll. « Trésors de la Savoie », 1978, 128 p. (Compte rendu en ligne dans la Revue de géographie alpine (no 67-4, 1979, p. 477-478).
- Direction départementale des Territoires de la Savoie, « ST BON (73227) », sur le site de la Direction départementale des Territoires - observatoire.savoie.equipement-agriculture.gouv.fr (consulté en juillet 2014), Observatoire des Territoires de la Savoie